# Будапешт

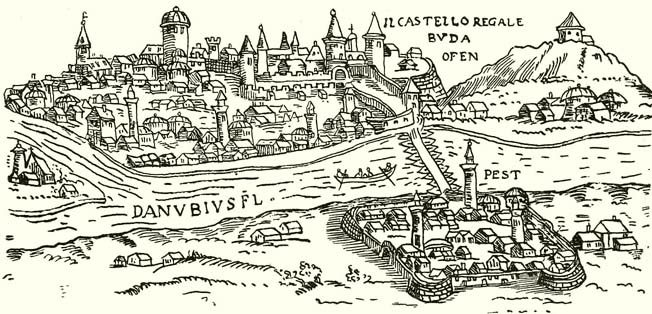
Буда и Пешт, XVI век

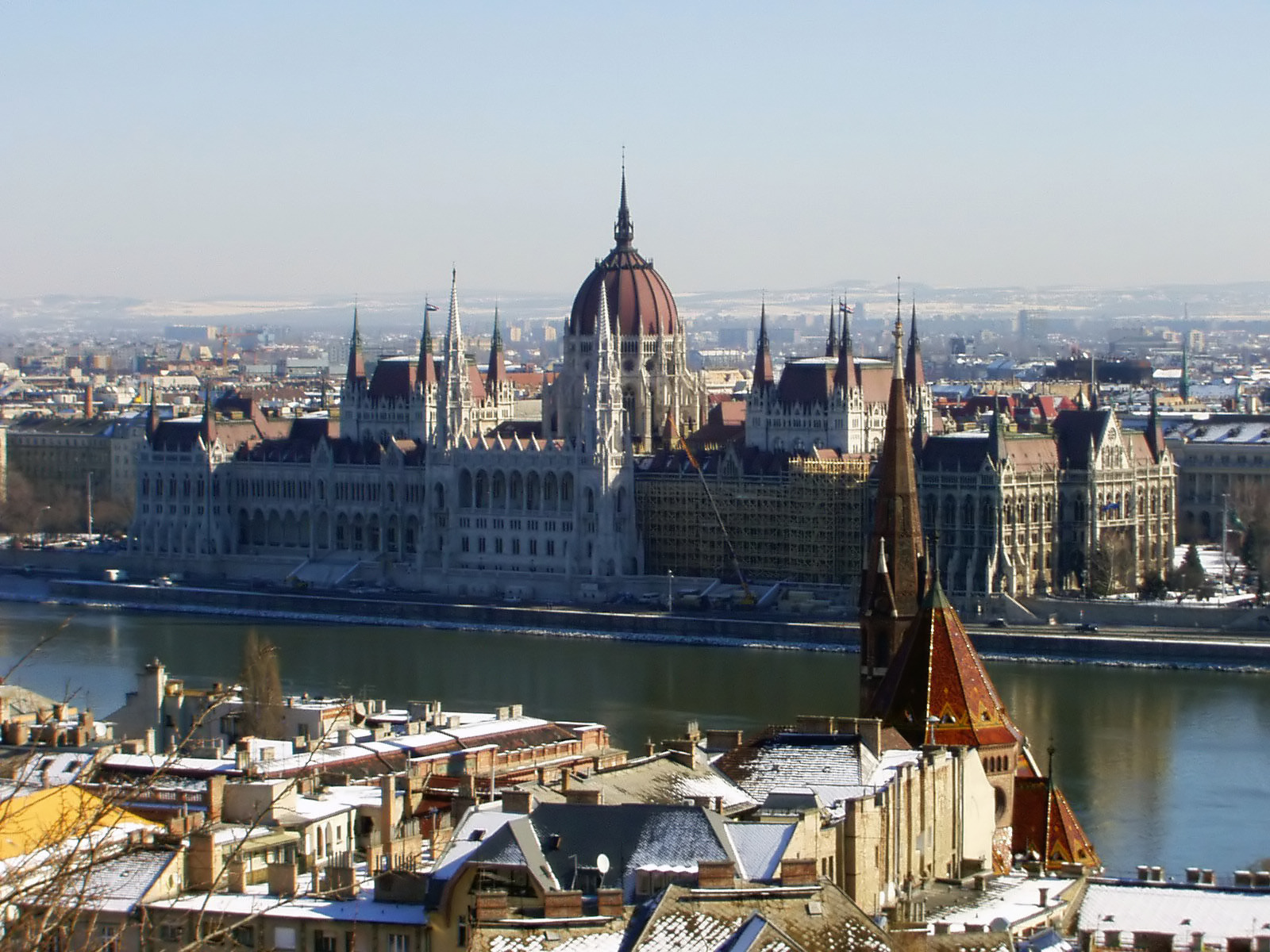
Здание венгерского парламента

Будапе́шт (венг. Budapest [ˈbudɒpɛʃt]) — столица и крупнейший город Венгрии. Расположен в северной части страны по обоим берегам Дуная.
Девятый по численности населения город в Европейском союзе (1 723 836 человек в 2021 году), центр агломерации с населением около 2,97 млн человек (2017).
Образован в 1873 году в результате слияния трёх городов: Пешта, Буды и Обуды.
Первое поселение на территории Будапешта под названием Ак-Инк было основано кельтами в I веке до н. э. При римлянах Аквинк стал центром провинции Нижняя Паннония. В Средние века король Венгрии Бела IV сделал город Буду своей столицей. В 1867 году Пешт стал столицей Транслейтании — одной из частей, составлявших Австро-Венгерскую монархию.
Исторический центр Будапешта внесён в список Всемирного наследия ЮНЕСКО.

## Этимология
Современный город Будапешт (венг. Budapest) был образован в 1873 году путём административного объединения городов Буды (Buda) и Пешта (Pest), расположенных на противоположных берегах Дуная. Название нового города было образовано путём сложения названий объединившихся городов: «Буда + Пешт», причём первое время часто использовалось в форме «Пешт-Буда». Оба первоначальных ойконима — славянского происхождения, предшествуют приходу венгров на Дунай в IX веке. Этимология: буда — «дом, строение, селение» (но возможен и вариант «вода») и пешт — «печь», в смысле «очаг, жилище».

## История

### До основания Будапешта

Вид на Буду в XVI веке

В I веке до н. э. на месте Будапешта существовало кельтское поселение Ак-Инк, которое было торговым и ремесленным центром. После прихода древних римлян в 89 году н. э. территория была включена в римскую провинцию Паннония. В 106 году Ак-Инк переименовали в Аквинкум и сделали административным центром. В городе размещался римский гарнизон и насчитывалось около 20 тысяч жителей. До настоящего времени сохранился археологический парк: развалины общественных зданий, частные дома и акведук. До IV века Аквинкум был столицей провинции Нижняя Паннония. В городе стоял римский II Вспомогательный легион.
К 450 году римляне были вытеснены остготами и гуннами, и Паннония стала центром гуннской империи.
Современный Пешт назывался Contra Aquincum (против Аквинкума) и был небольшим населённым пунктом.
После гуннов город оказался во власти аваров, а затем — славянской Великой Моравии.
Примерно в 895 году на Дунай пришли венгерские племена во главе с Арпадом, Аквинкум был переименован в Буду (позднее — в Обуду — Старую Буду) и стал первым политическим центром Венгрии. Столетием позже было провозглашено Венгерское государство.
В Пеште начали появляться переселенцы из Германского королевства и Королевства Франции.
В результате монгольского нашествия хана Батыя в 1241 году Буда и Пешт были разорены. После этого в 1247 году король Бела IV на Крепостной горе выстроил укреплённый королевский замок — Буду. В 1361 Буда была провозглашена столицей Венгерского королевства.
В 1473 году в Буде Андраш Хесс отпечатал первую венгерскую книгу, которой стала «Венгерская летопись».
В 1541 году Буда и Пешт были оккупированы Османской империей. Начался упадок города и уменьшение его населения. В Буде находилась резиденция турецкого паши, город был столицей вилайета Буда. Только в 1686 году Будайскую крепость удалось взять штурмом после почти 40 дней осады. Причиной поражения турок стало случайное попадание венгерского ядра в пороховой склад, после детонации которого сразу погибло несколько сотен отборных османских воинов. Пушкарь по имени Габор был прозван Огненным (Tüzes Gábor).
Город был освобождён из-под власти Османской империи австрийскими войсками под руководством Карла Лотарингского и присоединён к владениям Габсбургов. В XVIII веке началось бурное развитие Пешта как торгового центра.
К 1800 году население Пешта превышало население Буды и Обуды, вместе взятых. В следующем веке население Пешта выросло в 20 раз и составляло 600 тысяч человек, в то время как население Буды и Обуды выросло лишь в 5 раз. Объединение трёх городов впервые было предпринято во время революции в 1848—1849 годах. Однако реставрация Габсбургов после поражения революции вновь повлекла разделение. Окончательное объединение трёх городов в один под названием Будапешт произошло 17 ноября 1873 года после образования отдельного венгерского королевского правительства (Австро-Венгерский компромисс). Город начал бурно развиваться. В 1896 году в Будапеште прошло широкомасштабное празднование 1000-летия обретения венграми родины. В 1900 году население объединённого города составляло 730 тысяч человек.

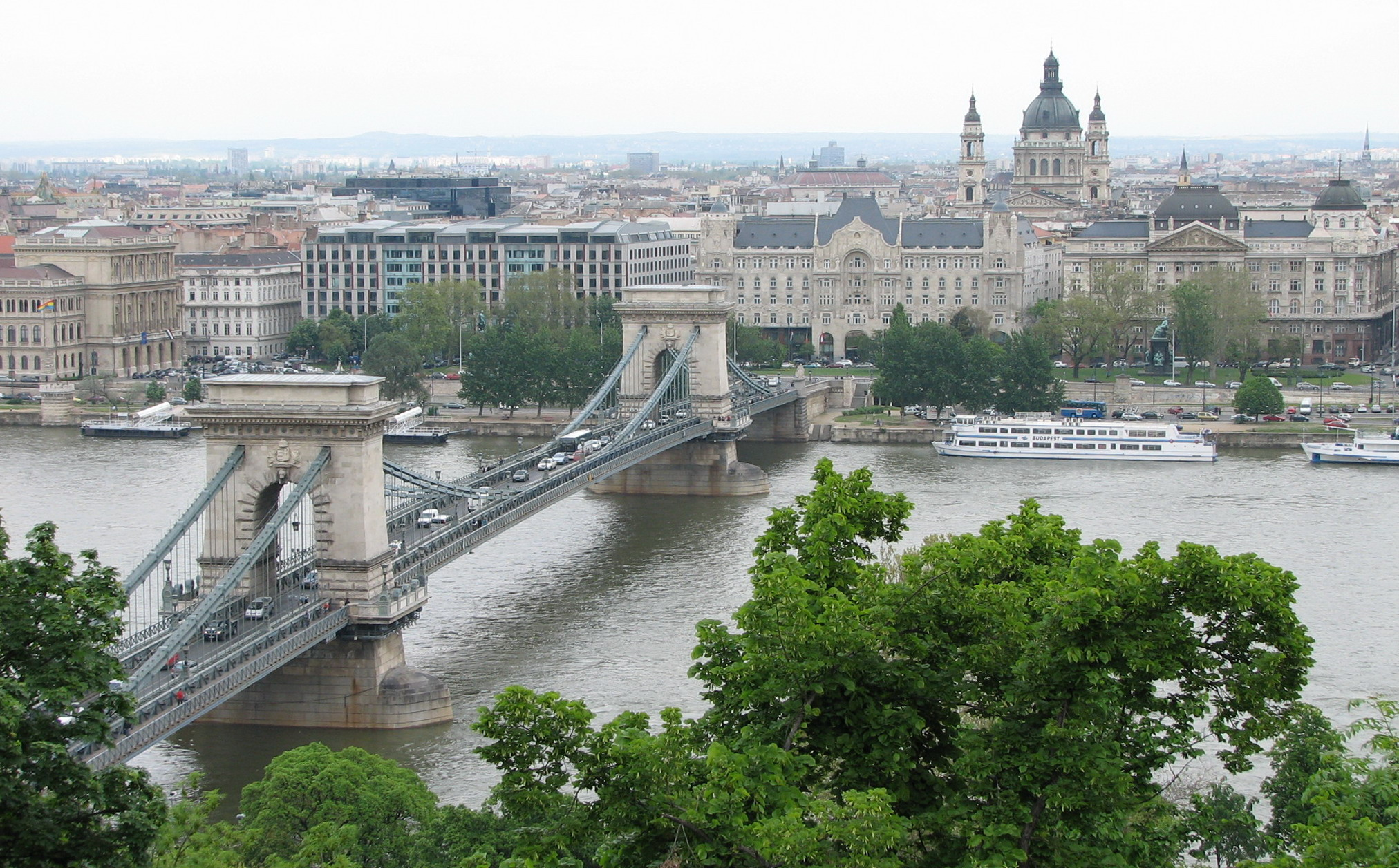
Вид на Цепной мост Сеченьи со склонов Будайских гор

В середине XIX века начали развиваться венгерские железные дороги. От Буды и Пешта линии расходились по всем направлениям — к Северной Европе, Вене, на Балканы и Карпаты.

### История Будапешта
В 1873 году улицы города стали освещать электрическими фонарями, в 1887 году в городе появились трамваи, в 1885 году — городской телефон, а в 1896 году — первое метро на материковой Европе.
В 1918 году страна была провозглашена республикой, в 1919 году — советской республикой. Затем к власти в Венгрии пришёл адмирал Миклош Хорти, объявленный регентом. В начале XX века основной прирост населения происходил в пригородах, таких как Уйпешт и Кишпешт. К 1930 году население города составляло около 1 млн человек, а население пригородов — около 400 тыс. После отстранения Хорти от власти, в марте 1944 года, Будапешт был оккупирован германскими войсками.
Большая часть еврейского населения Будапешта (250 тыс. чел. до оккупации) была уничтожена во время Второй мировой войны. Известна история шведского дипломата Рауля Валенберга, спасшего в Будапеште множество евреев.
Позже город осадила Красная армия, осада продолжалась 108 дней, центральные районы города в ходе боёв превратились в руины. 13 февраля 1945 года Будапешт был взят штурмом советскими войсками. Во время штурма немецкими войсками были взорваны все мосты через Дунай. Мост Маргит был подорван из-за ошибки немецких сапёров ещё до подхода частей Красной армии к Будапешту. При этом погибло несколько десятков человек, находившихся на мосту пешеходов и пассажиров автотранспорта и трамвая. После окончания боёв четверть всех строений Будапешта были в руинах. В этой битве погибло около 38 000 человек.
1 января 1950 года площадь города была существенно расширена. Был образован Большой Будапешт. Восстановление города продолжалось в 1950—1960 гг. Во время восстания в октябре 1956 в Будапешт были введены советские войска.
Рост численности населения города после 1945 года привёл к увеличению объёмов мусора и решению проблем его переработки и утилизации - в результате, именно в Будапеште был построен и в 1981 году - введён в эксплуатацию крупнейший в странах СЭВ мусоросжигательный завод (созданный по программе производственной кооперации стран СЭВ и обеспечивавший уничтожение 60% городского мусора).
В сентябре-октябре 2006 года в Будапеште состоялись массовые антиправительственные выступления. Эти волнения были спровоцированы публикацией речи премьер-министра вновь избранного правительства Венгрии от Венгерской социалистической партии Ференца Дюрчаня, в которой на закрытом заседании фракции он признал подтасовку данных об экономической ситуации перед выборами весной 2006 года, сопроводив это ненормативной лексикой.

### Демографическая история

Демографическая пирамида Будапешта

| 1873       | 1880       | 1890     | 1900     | 1910     | 2011       | 2012       | 2013       | 2014       | 2015       | 2022       | 2022       |
| ---------- | ---------- | -------- | -------- | -------- | ---------- | ---------- | ---------- | ---------- | ---------- | ---------- | ---------- |
| 296 867    | ↗370 767   | ↗506 384 | ↗733 358 | ↗880 371 | ↗1 733 685 | ↗1 740 041 | ↘1 735 711 | ↗1 744 665 | ↗1 757 618 | ↘1 706 851 | ↘1 685 342 |
| 2023       | 2024       |          |          |          |            |            |            |            |            |            |            |
| ↘1 671 004 | ↗1 686 222 |          |          |          |            |            |            |            |            |            |            |

## География

### Географическое положение
Будапешт расположен в низменном Карпатском бассейне, ограниченном Карпатами, Альпами и южнославянскими горными хребтами. Дунай делит город на две части: холмистую и зелёную Буду (правый берег, западный) и равнинный Пешт. Высшая точка Будапешта — относящаяся к Будайским горам гора Яноша высотой 527 м. С геотектонической точки зрения Будапешт находится на месте разлома, чем объясняется наличие многочисленных термальных источников, принёсших городу славу курорта.

### Острова
В пределах Будапешта на Дунае расположено семь островов: Обуда (он же Остров-верфь, венг. Хайодьяри-сигет), Маргит и Чепель (часть района XXI), Палотаи (на самом деле — полуостров), Непсигет, Харош-сигет и Мольнар-сигет являются частью III и XIII районов.

#### Остров Маргит
Остров Маргариты назван в честь дочери короля Белы IV — Маргариты (по-венгерски — Маргит). Остров имеет длину 2,5 км и площадь 0,965 км². Основную часть острова занимают парк и оздоровительные заведения. Остров расположен между мостами Маргит (на юге) и Арпада (на севере). На острове находится водный парк, фитнес-центр, велосипедные дорожки, мини-зоопарк, танцующий фонтан и другие места развлечений. В XIII веке на острове был основан монастырь доминиканского ордена, где подвизалась Маргит. Маргит канонизирована под именем св. Маргариты. В монастырь попала в подростковом возрасте благодаря обету короля Венгрии Белы IV отдать свою дочь в монахини в случае избавления от нашествия монголов.

### Климат
Климат Будапешта является умеренно континентальным. Зима — очень мягкая и короткая, лето — относительно длительное и жаркое, но обычно без экстремальных температур. Морозы обычно непродолжительны и не очень сильны.
| Показатель                    | Янв.  | Фев.  | Март  | Апр. | Май  | Июнь | Июль | Авг. | Сен. | Окт. | Нояб. | Дек.  | Год   |
| ----------------------------- | ----- | ----- | ----- | ---- | ---- | ---- | ---- | ---- | ---- | ---- | ----- | ----- | ----- |
| Абсолютный максимум, °C       | 17,7  | 18,8  | 25,0  | 30,7 | 33,5 | 36,3 | 40,7 | 39,4 | 34,4 | 29,0 | 20,4  | 19,3  | 40,7  |
| Средний суточный максимум, °C | 2,6   | 5,0   | 10,6  | 17,1 | 22,4 | 25,3 | 27,9 | 27,4 | 22,1 | 16,1 | 8,5   | 3,2   | 15,7  |
| Средняя температура, °C       | −0,4  | 1,4   | 6,0   | 11,8 | 16,8 | 19,8 | 22,0 | 21,5 | 16,6 | 11,1 | 5,1   | 0,5   | 11,0  |
| Средний суточный минимум, °C  | −2,9  | −1,7  | 2,1   | 6,8  | 11,5 | 14,5 | 16,4 | 16,0 | 11,8 | 7,1  | 2,3   | −1,6  | 6,9   |
| Абсолютный минимум, °C        | −22,2 | −18,6 | −14,8 | −3,6 | 0,0  | 3,9  | 8,3  | 6,0  | 0,0  | −6,5 | −13,4 | −17,3 | −22,2 |
| Норма осадков, мм             | 35    | 28    | 33    | 40   | 59   | 70   | 51   | 56   | 43   | 36   | 50    | 41    | 542   |
| Источник: «Погода и Климат»   |       |       |       |      |      |      |      |      |      |      |       |       |       |

## Административное деление

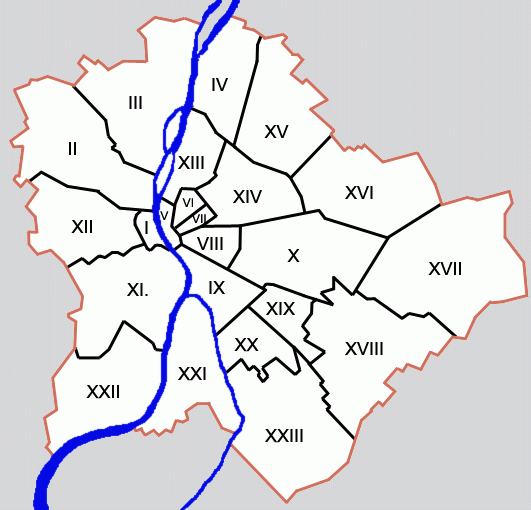
Карта районов Будапешта

- Район I — это небольшая часть центральной Буды (восточная), включая Будайскую крепость.
- Район II — также часть Буды (северо-запад)
- Район III — простирается вдоль северной части Буды
- Район IV — находится в Пеште (в северной части)
- Район V — находится в самом центре Пешта (исторические районы Бельварош и Липотварош)
- Районы VI, VII, VIII и IX — районы к востоку и югу от центра Пешта
- Район X — расположен ещё восточнее, также в Пеште
- Районы XI и XII — расположены в Буде, к югу и западу от I района (крепости).
- Районы XIII, XIV, XV, XVI, XVII, XVIII, XIX и XX (в основном, внешние части города) — образуют полукруг вокруг центрального Пешта
  - XVI район включает Матьяшфёльд
- Район XXI — простирается в направлении Дуная (северная оконечность острова Чепель) в южную сторону
- Район XXII — находится на юго-западе Буды
- Район XXIII — это южная окраина Пешта

## Транспорт

### Воздушный транспорт
Будапештский международный аэропорт Ферихедь имеет три пассажирских терминала (1, 2A и 2B). Аэропорт расположен к востоку от XVIII района. Аэропорт был открыт 7 мая 1950 года. Вначале длина взлётной полосы составляла 2500 м, а в 1961 году была увеличена до 3010 м. В 1985 году был открыт новый терминал и построена вторая взлётная полоса длиной 3706 м. С 2011 года аэропорт носит имя Ференца Листа.

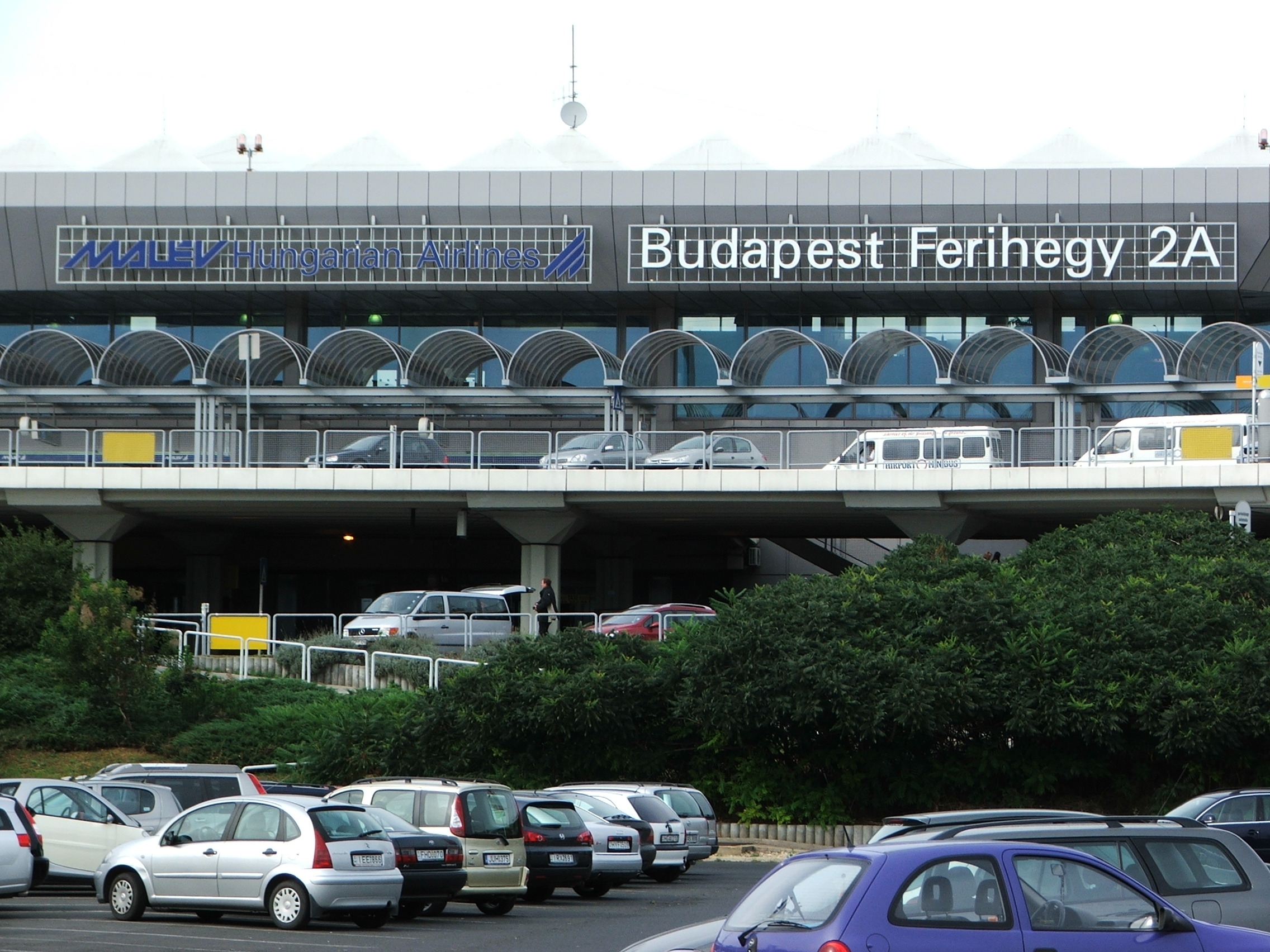
Аэропорт «Ферихедь», Терминал 2
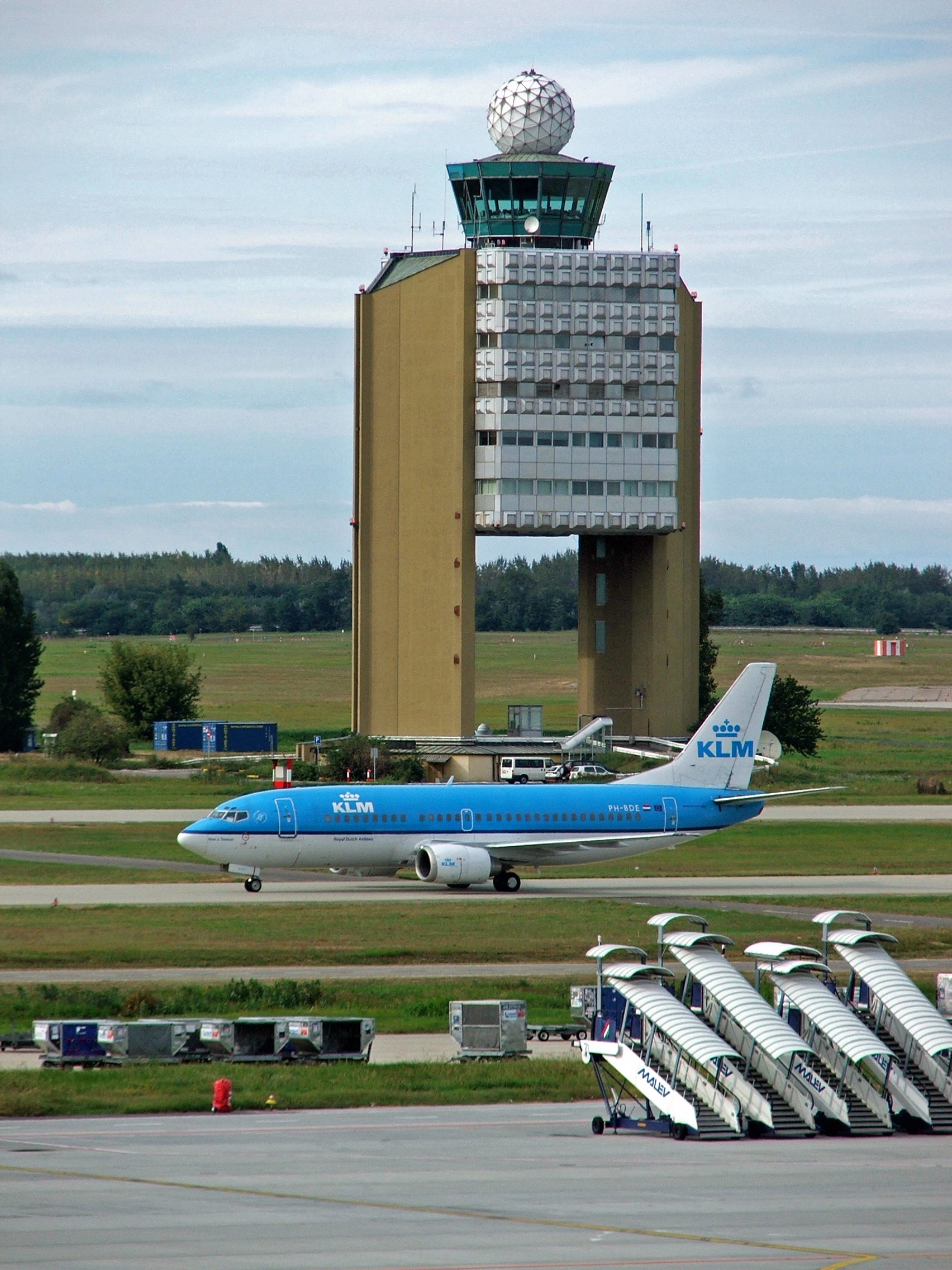
Диспетчерская башня аэропорта

### Наземный транспорт

#### Автотранспорт
В Будапешт ведут основные автомагистрали Венгрии. Из четырёх автострад и четырёх автодорог (кроме восьмой) семь начинаются в Будапеште. Дорожные знаки совпадают с дорожными знаками во всех других странах ЕС. Междугородные автобусы прибывают на автовокзал «Неплигет», к мосту Арпада и на площадь Этеле в Буде. Между 1990 и 1994 годами было произведено переименование городских улиц, были возвращены имена, существовавшие с конца XIX века. В период коммунистического режима многие улицы имели идеологизированные названия.

### Городской общественный транспорт
В основном общественный транспорт Будапешта принадлежит компании BKV. Сеть общественного движения состоит из 180 автобусных маршрутов, 14 троллейбусных, 29 трамвайных и четырёх линий метро. Три линии метро (1, 2 и 3) пересекаются на станции «Деак Ференц тер». Будапештское метро является старейшим в континентальной Европе. Первая линия была проложена под проспектом Андраши от площади Вёрёшмарти до площади Героев. Эта линия функционирует и в настоящее время (жёлтая линия — площадь Вёрёшмарти — проспект Мексики). Подвижной состав на первой линии обновлялся всего однажды, в 1971—1973 годах. На других линиях используются поезда советского производства (Мытищинского завода) и компании Alstom.

Схема линий будапештского метрополитена

Линии Будапештского трамвая являются самыми загруженными в мире. Интервал в час пик составляет 60—90 сек.
В Будапеште используются одни из самых длинных трамваев в мире — сочленённые низкопольные трамваи типа Combino Supra и Caf Urbos . Длина Трамвая Siemens Combino — 53,9 метра, длина 9-секционного трамвая Caf Urbos3 — 55,5 метров. Всего было заказано сорок таких трамваев.
В городе — около 50 маршрутов ночных автобусов, в которых действуют обычные билеты. Они обозначаются на картах и остановках чёрным цветом и носят номера 901—999.
Специальный транспорт включает в себя фуникулёр, зубчатую железную дорогу и детскую железную дорогу.
Будайский фуникулёр «Шикло» поднимается от подножия холма, от площади Адама Кларка у Цепного моста до крепости. Длина пути — 100 м. Разница в высоте между нижней и верхней станцией составляет 48 м. Фуникулёр был построен по инициативе графа Эдена Сеченьи и сдан в эксплуатацию 2 мая 1870 года. Вначале вагоны приводились в движение паровым двигателем.

#### Железная дорога
Железнодорожные перевозки осуществляются, в основном, Венгерскими государственными железными дорогами (MÁV). В Будапеште расположены три железнодорожных вокзала: Восточный вокзал «Келети», Западный вокзал «Ньюгати» и Южный вокзал «Дели». Здание вокзала «Ньюгати» построено по проекту Густава Эйфеля. Будапешт выступал одной из главных станций Восточного экспресса. Кроме того, существуют поезда пригородного сообщения HÉV.
В Будапеште расположена также детская железная дорога, построенная в 1948 году.

### Водный транспорт
Через Будапешт протекает Дунай — одна из основных водных артерий Европы. По реке осуществляется навигация. На острове Чепель расположен торговый порт.
BKK предоставляет общественный транспорт с использованием водного сообщения в черте города. Паромное сообщение по маршруту D14 соединяет Киройередё (Királyerdő) на острове Чепель (Csepel) с островом Молнар (Molnár).
В самом Будапеште развит прогулочный водный транспорт. Несколько компаний предлагают экскурсионные речные прогулки, которые проводятся круглый год.

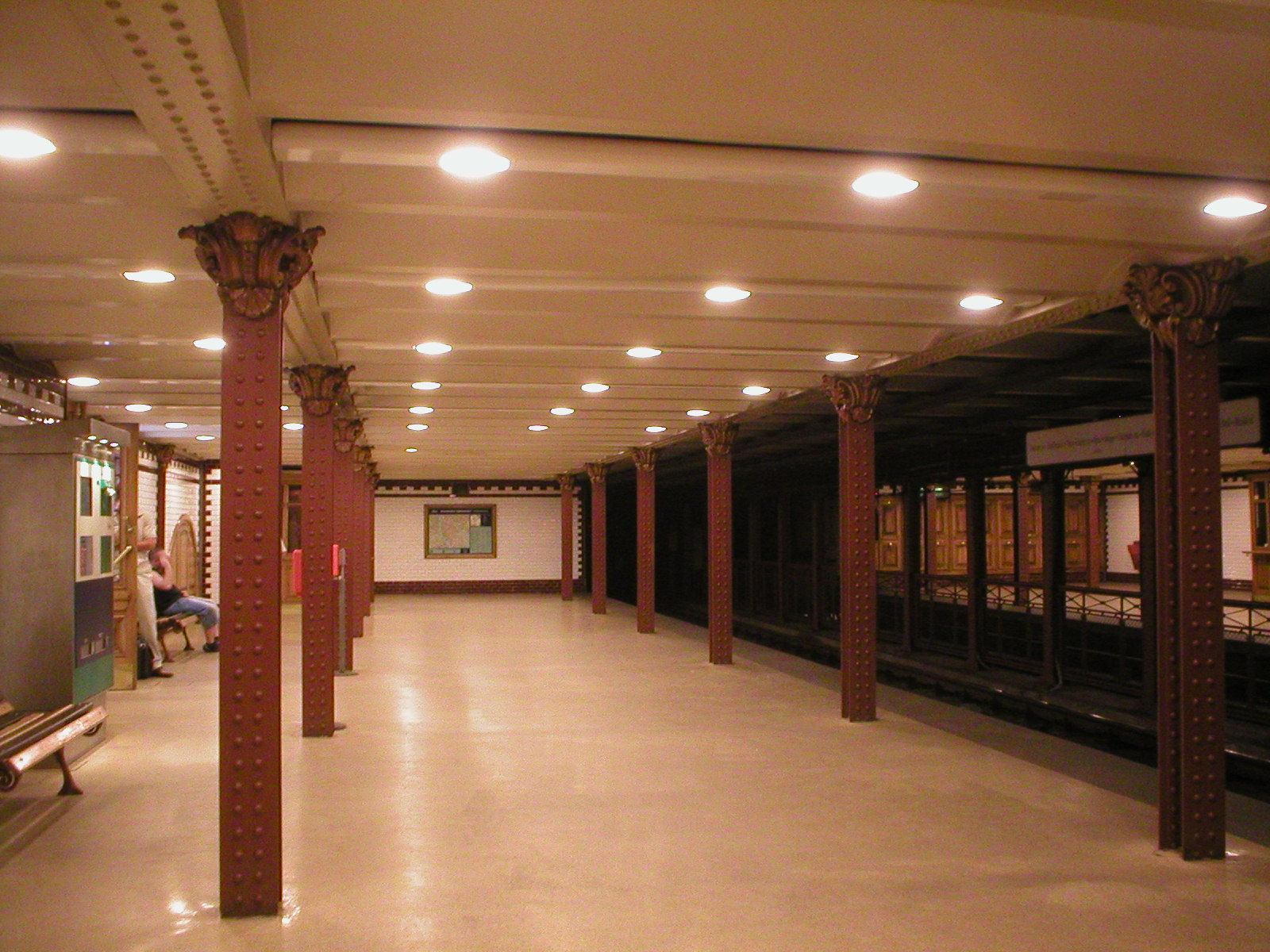
Станция «Опера» на первой (жёлтой) линии метро
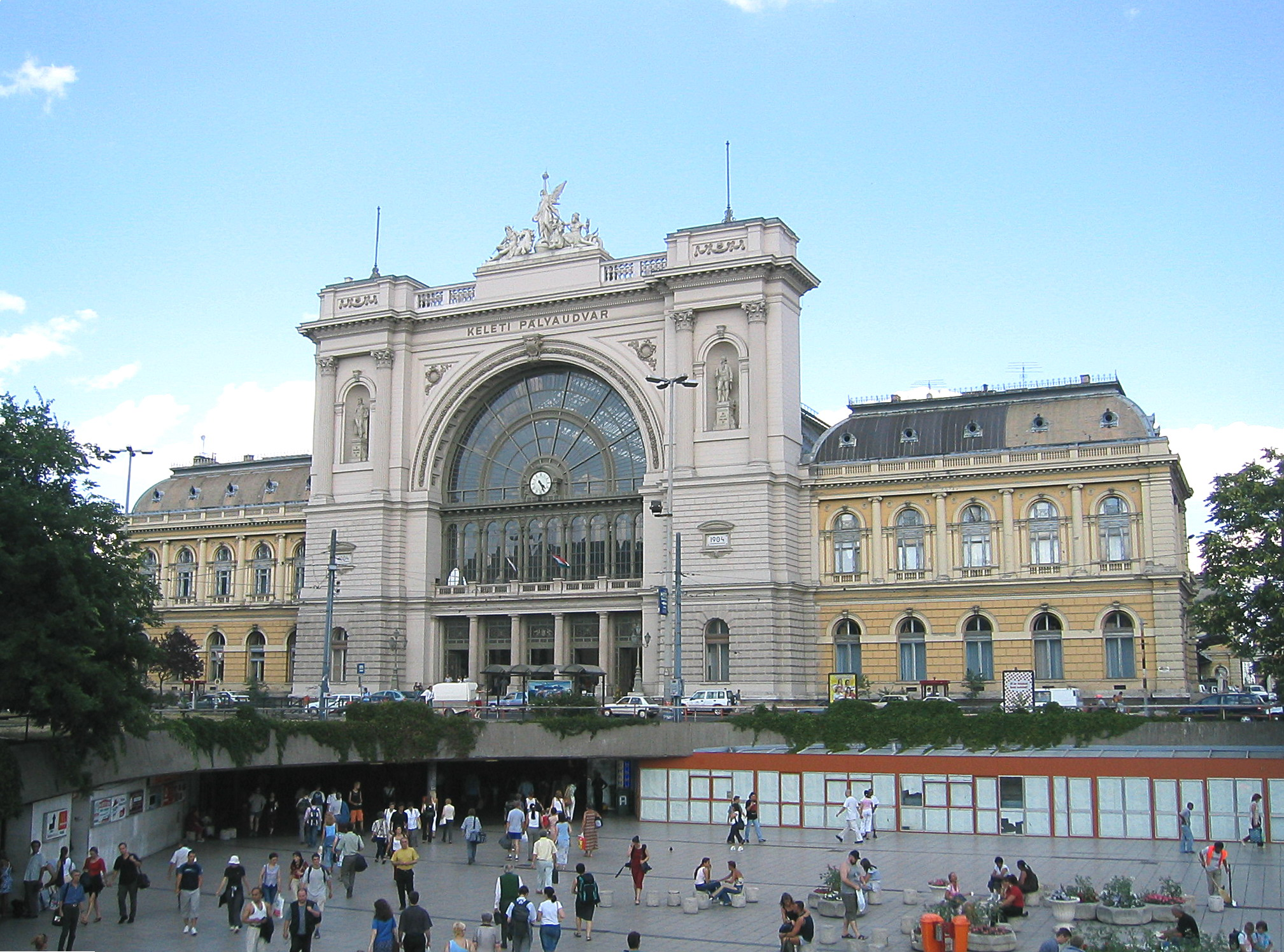
Восточный вокзал «Келети»
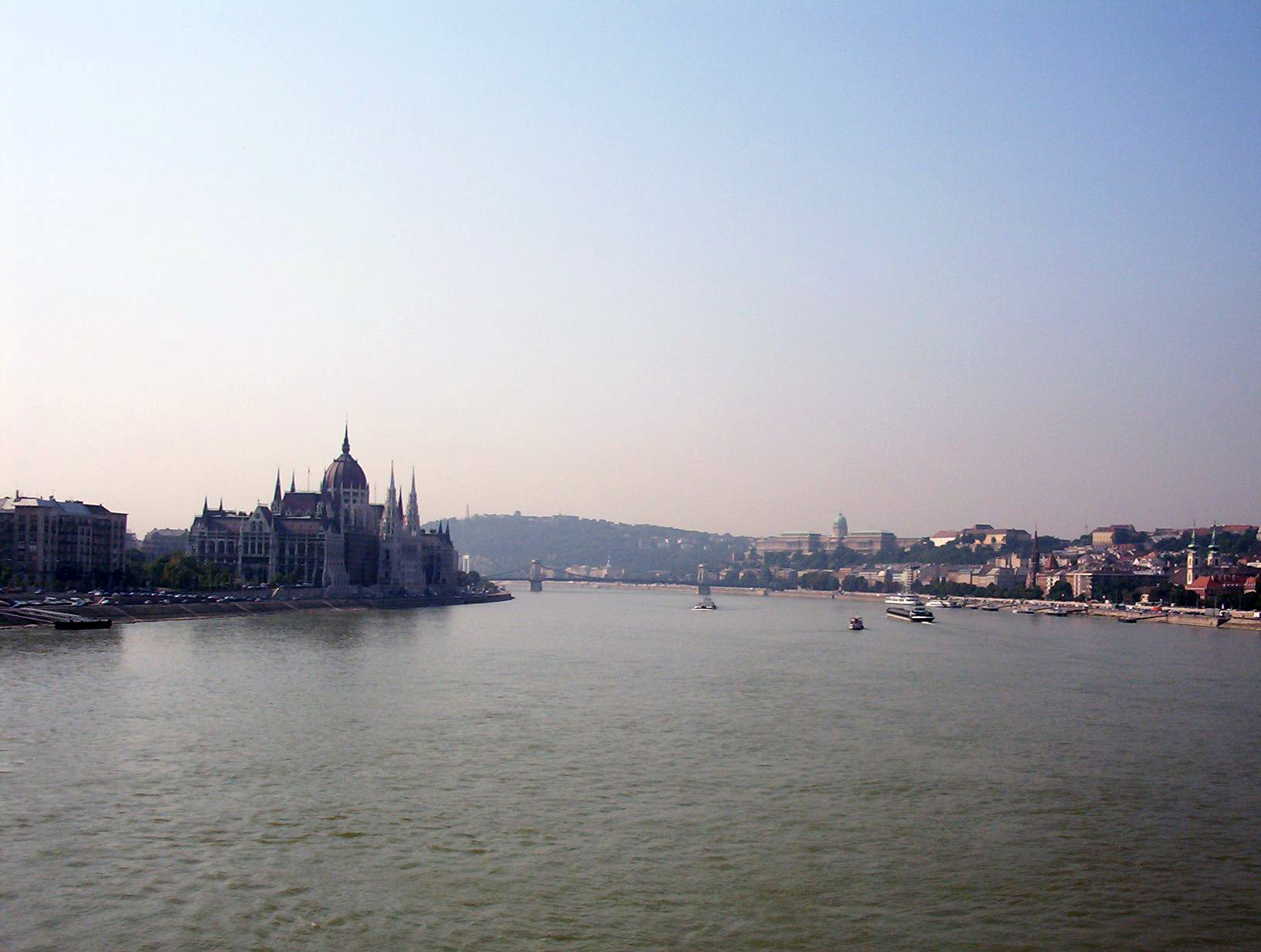
Дунай в Будапеште
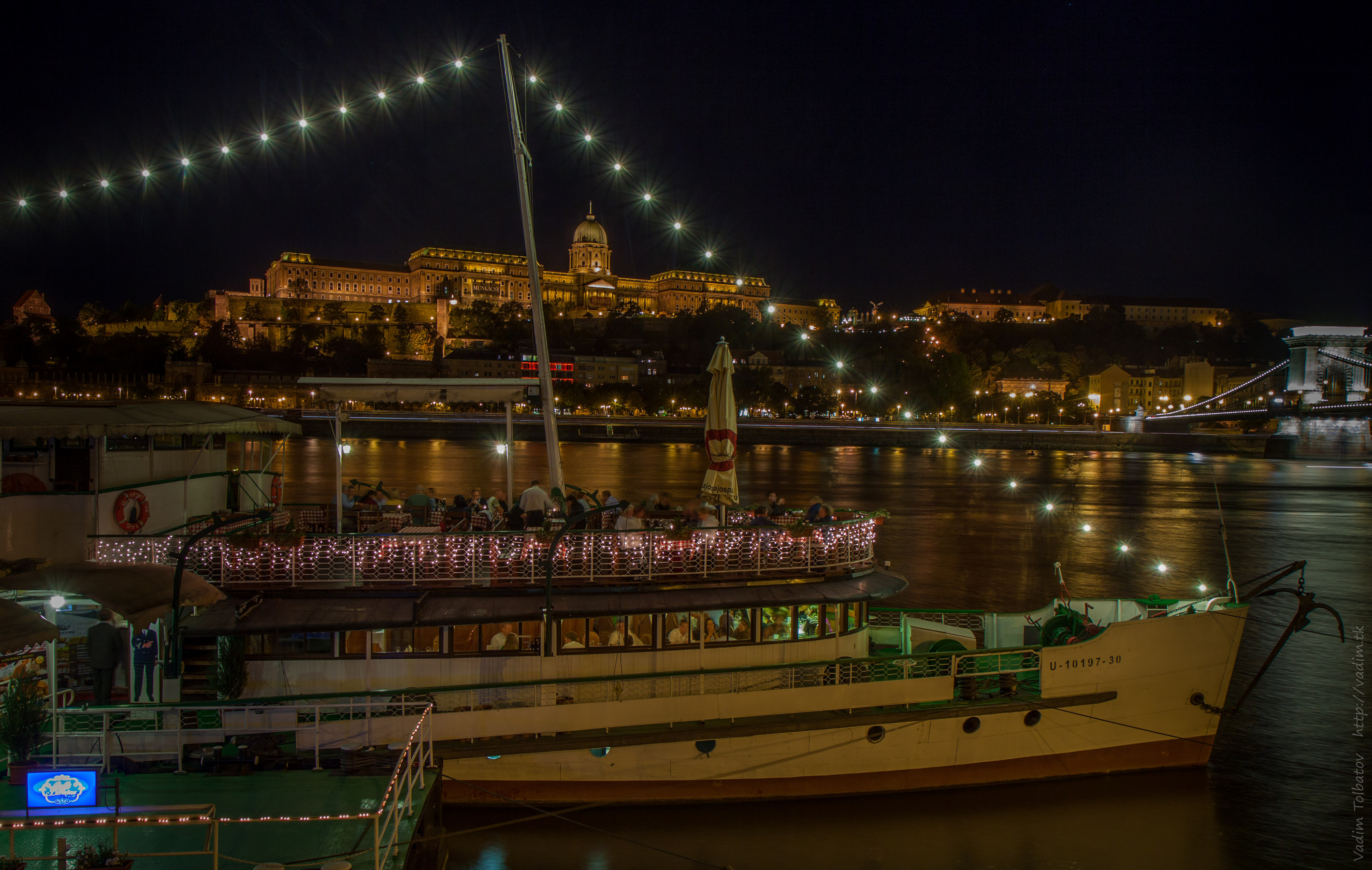
Прогулочные суда у набережной Дуная
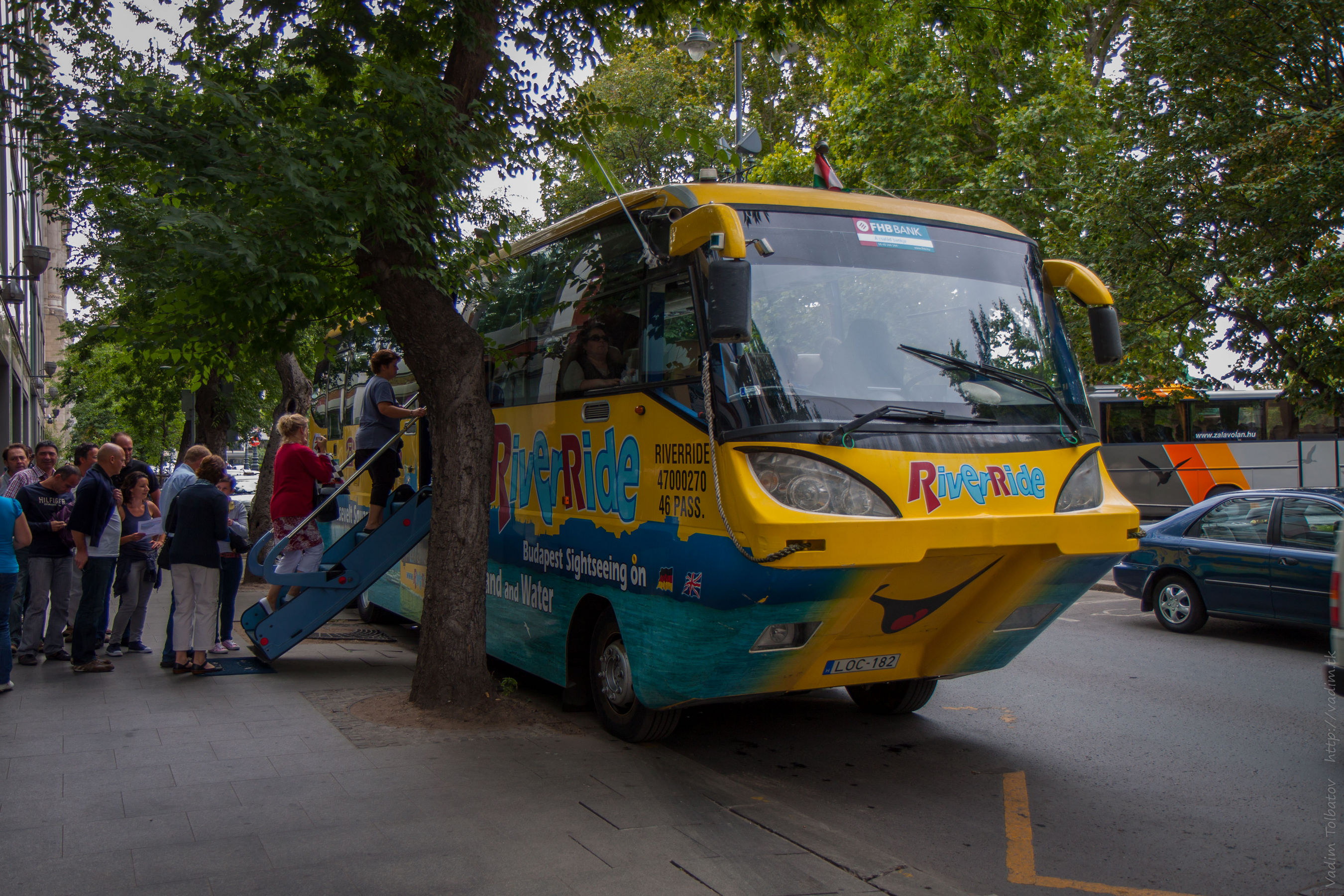
Будапештский туристический автобус-амфибия
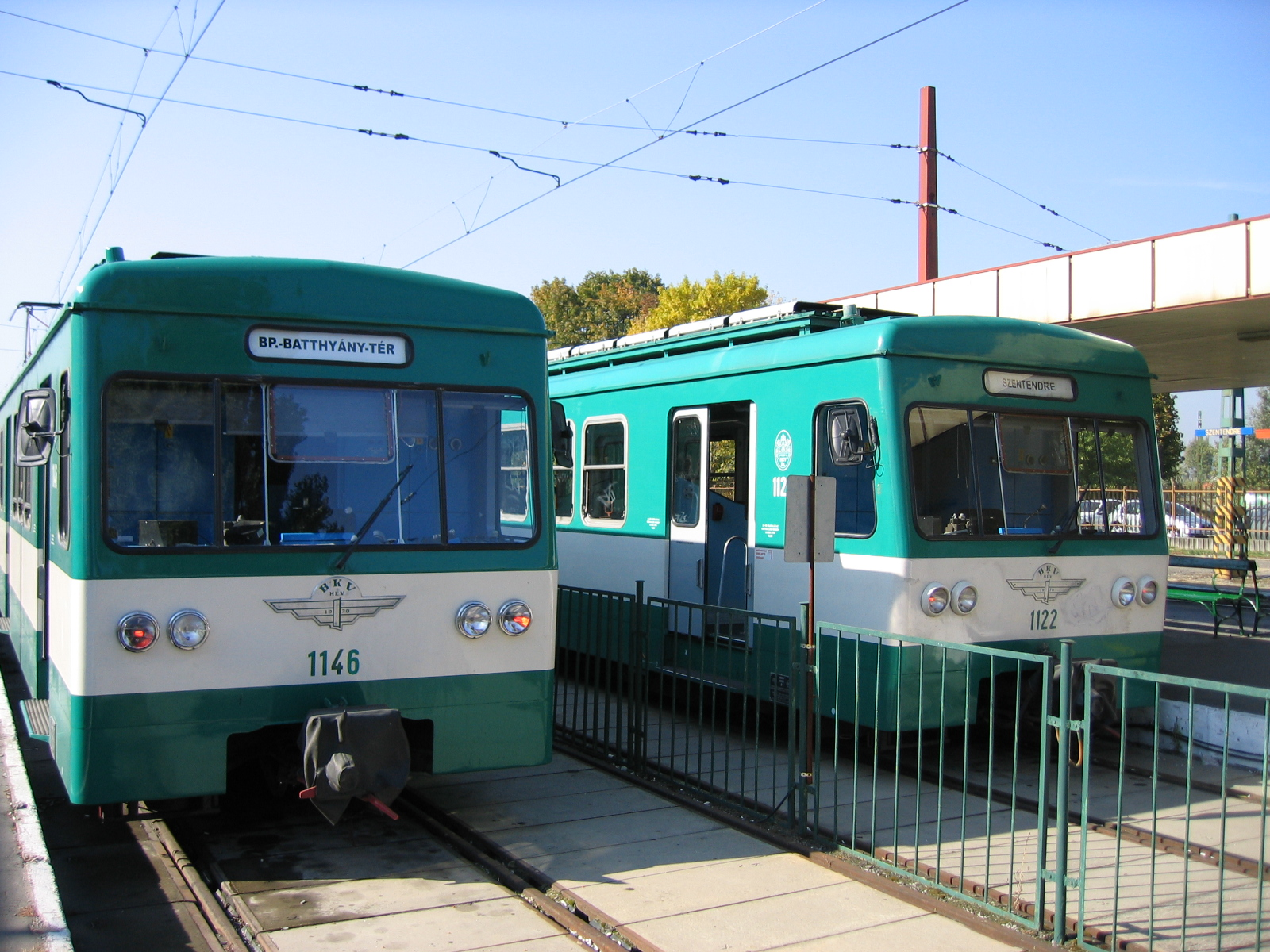
Пригородный поезд HEV

## Достопримечательности
Достопримечательности Будапешта на берегу Дуная, Будайская крепость и проспект Андраши включены в список Всемирного наследия ЮНЕСКО.
(достопримечательности сгруппированы по своему местоположению)

### Проспект Андраши
Проспект Андраши является наиболее представительной улицей Будапешта. Он соединяет площадь Эржебет (Erzsébet tér) с площадью Героев и с городским парком Варошлигет; на проспекте много зданий в стиле неоренессанс, одним из самых ярких примеров которого является Оперный театр, который был построен по проекту архитектора Миклоша Ибля и открыт в 1884 году. Строительство проспекта было начато в 1872 году и было завершено, в основном, к 1884 году. В 1885 году проспект был назван именем премьер-министра и министра иностранных дел Австро-Венгрии Дьюлы Андраши. Проспект внесён в Список Всемирного наследия ЮНЕСКО.

#### Основные достопримечательности проспекта Андраши

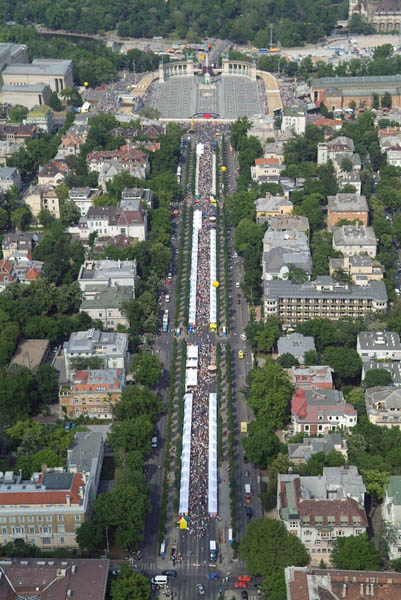
Вид на проспект Андраши с воздуха

- Венгерский государственный оперный театр
- Дворец Дрекслера
- Парижский универмаг
- Площадь Ференца Листа[венг.]
- Площадь Мора Йокаи
- Площадь Октогон
- Музей террора
- Мемориальный и исследовательский центр Ференца Листа (т. н. «Старая музыкальная академия»)
- Будапештский кукольный театр
- Театр Эркеля
- Венгерский университет изобразительных искусств
- Дом-музей Золтана Кодая
- Музей восточноазиатского искусства имени Ференца Хоппа
- Площадь Героев

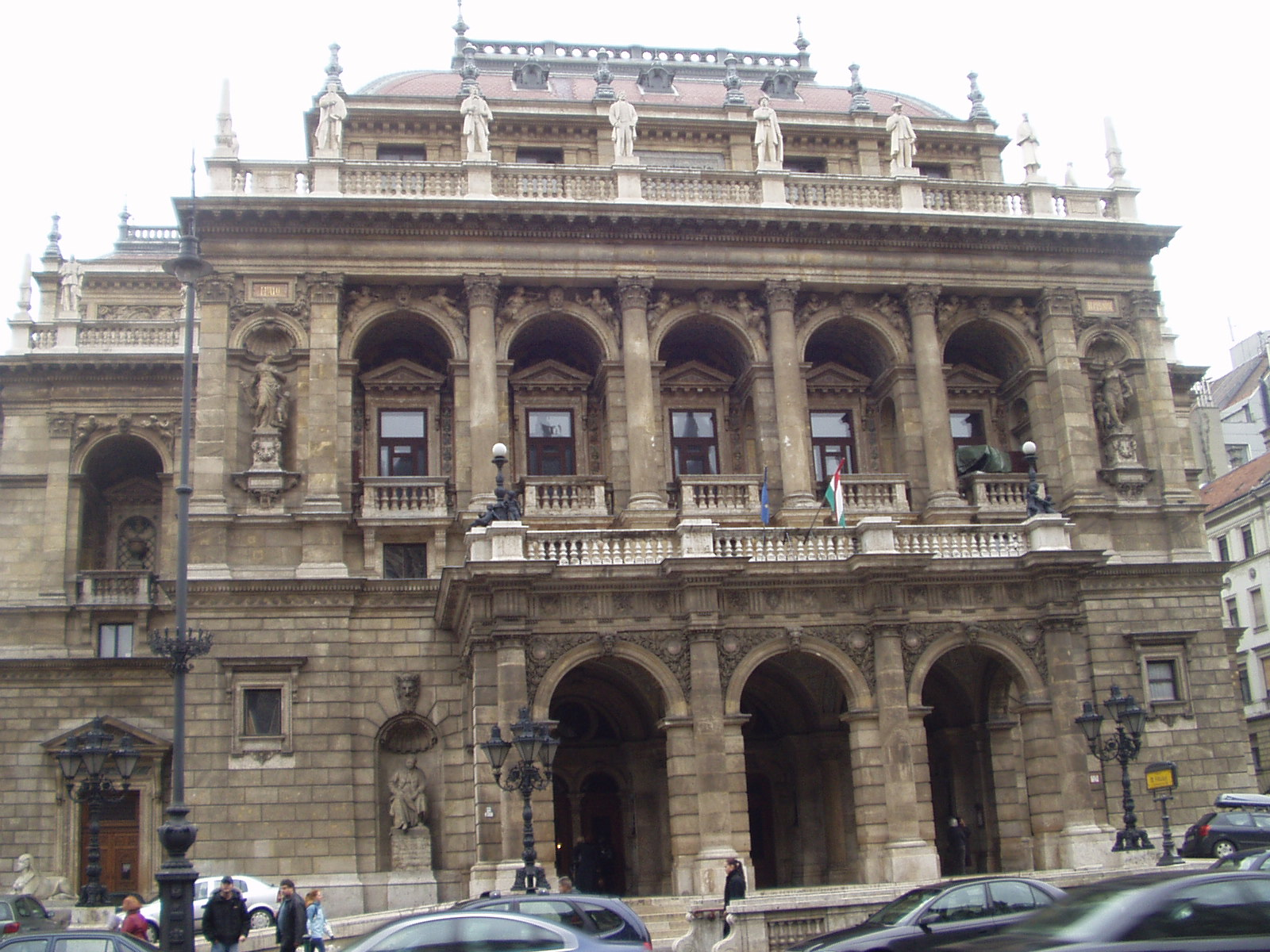
Оперный театр на проспекте Андраши. Фасад
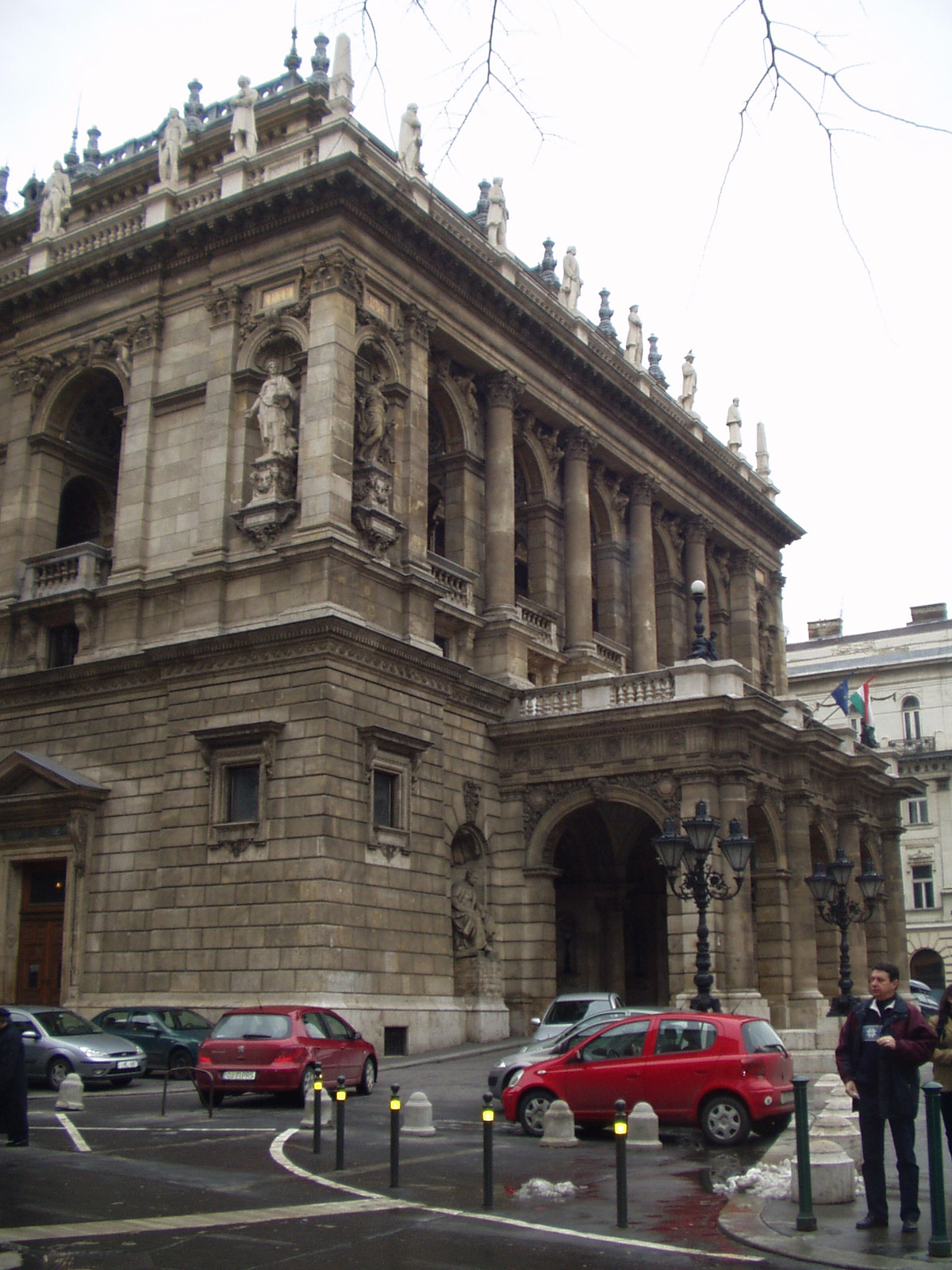
Оперный театр на проспекте Андраши
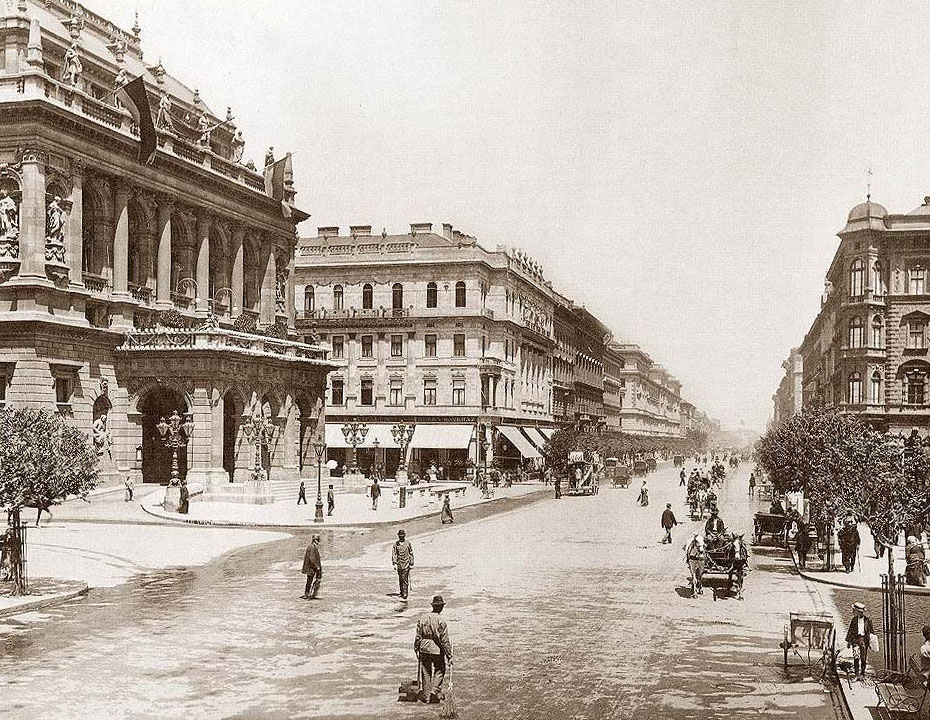
Проспект Андраши в 1896 г.

### Будайская крепость (Крепостной район)
В этом районе расположены Королевский дворец, Национальная галерея, Национальная библиотека, Музей истории Будапешта, собор Матьяша, Рыбацкий бастион, Лабиринт, чумная колонна, Дом венгерских вин и фуникулёр, ведущий к Будайской крепости. Фасад Королевского дворца протянулся вдоль Дуная, его длина составляет 300 м. В южной части дворца находится крыло Марии-Терезии, построенное в стиле барокко. Дворец был повреждён во время Второй мировой войны, после восстановления в нём была открыта Национальная галерея. Собор Матьяша (Будайская церковь Богородицы) также пострадал во время Второй мировой войны. Его готическая башня и крыша, покрытая черепицей «Жолнаи», и Рыбацкий бастион являются самыми фотографируемыми объектами города. Название «Рыбацкий бастион» возникло так: на восточном склоне Крепостной горы и вдоль Дуная проживали, в основном, рыбаки, отсюда и название района: «Водный город» [Víziváros]. Продавали они свой улов на рыбном рынке, располагавшемся около собора Матьяша, поэтому и бастион — оборонительное сооружение крепости — должен был защищать цех рыбаков. Бастион был перестроен в неороманском стиле в конце XIX века в ходе подготовки к празднествам Тысячелетия Венгрии для отдыха горожан.

Королевский дворец
Собор Матьяша
Копия короны св. Иштвана в соборе Матьяша
Рыбацкий бастион и памятник св. Иштвану

### Городской парк
В парке расположены купальни Сеченьи, замок Вайдахуньяд, зоопарк, цирк, парк развлечений и зимой открыт каток. Комплекс зданий под названием «Замок Вайдахуньяд» был построен в 1896 году, к 1000-летию Обретения родины венграми. Сначала он был возведён из дерева, но так понравился горожанам, что позже, в 1904—1908 гг. был перестроен в камне. Комплекс состоит из 21 копии зданий из разных концов Венгрии, представляющих разные архитектурные стили, в том числе — замка семейства Хуняди из Трансильвании, от которого комплекс и получил своё название. Купальни «Сеченьи» (Széchenyi-gyógyfürdő) являются крупнейшими в Европе. Вода поступает из двух горячих минеральных источников с температурой 74 °C и 77 °C. Купальни были построены в 1913 г. в стиле необарокко. В Городском парке Будапешта располагаются цирк, зоопарк, несколько музеев и знаменитый ресторан «Гундель».

Замок Вайдахуньяд
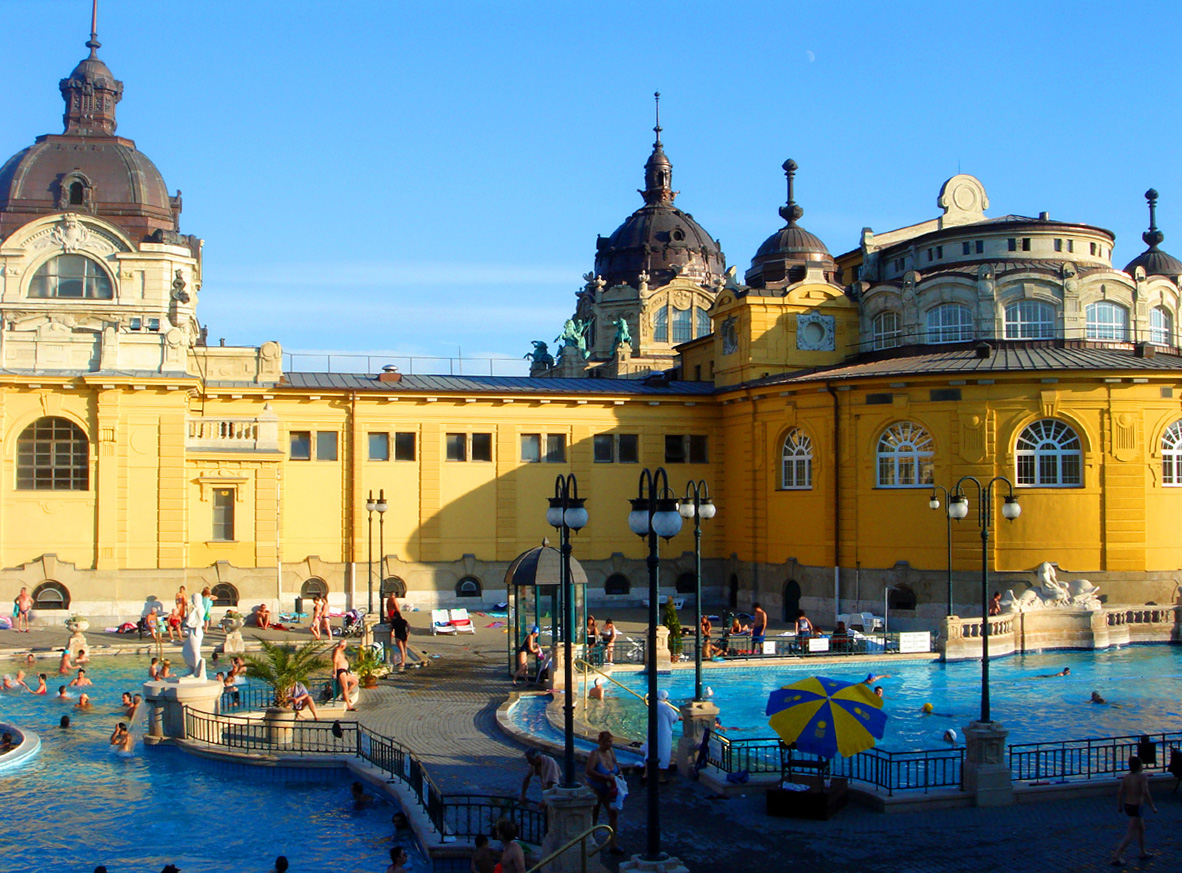
Лечебная купальня Сеченьи. Открытый бассейн
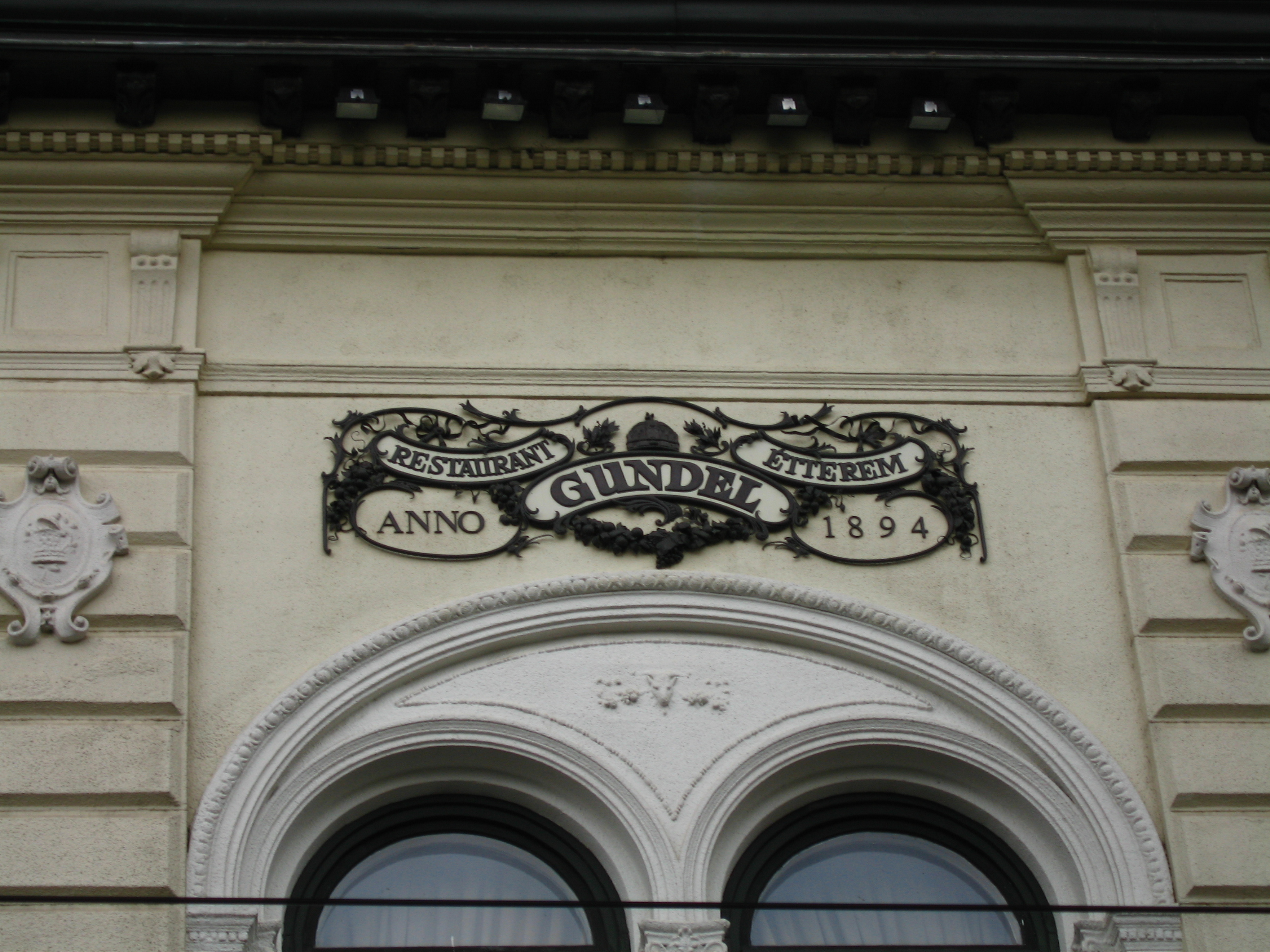
Вывеска ресторана «Гундель»
Якская часовня в замке Вайдахуньяд

### Набережная Дуная
На набережной находятся известные здания, такие как концертный зал «Вигадо», дворец Грешем (ныне гостиница «Four Seasons»), статуя девочки в карнавальном костюме.
Здание Вигадо является вторым по размерам концертным залом Будапешта. Построено по проекту архитектора Фридьеша Фесля в 1859 году. Зал «Вигадо» построен на месте другого концертного зала «Редута», уничтоженного пожаром в 1848 году. Здание было серьёзно повреждено во время Второй мировой войны. Восстановление заняло 36 лет. В 2006 году был отреставрирован фасад.
Пештская панорама Дуная внесена в Список Всемирного наследия ЮНЕСКО.
Цепной мост Сеченьи был открыт в 1849 году. Длина центрального пролёта составляет 202 м, что делало мост вторым в мире мостом по длине после подвесного моста в городе Фрибур (Швейцария).

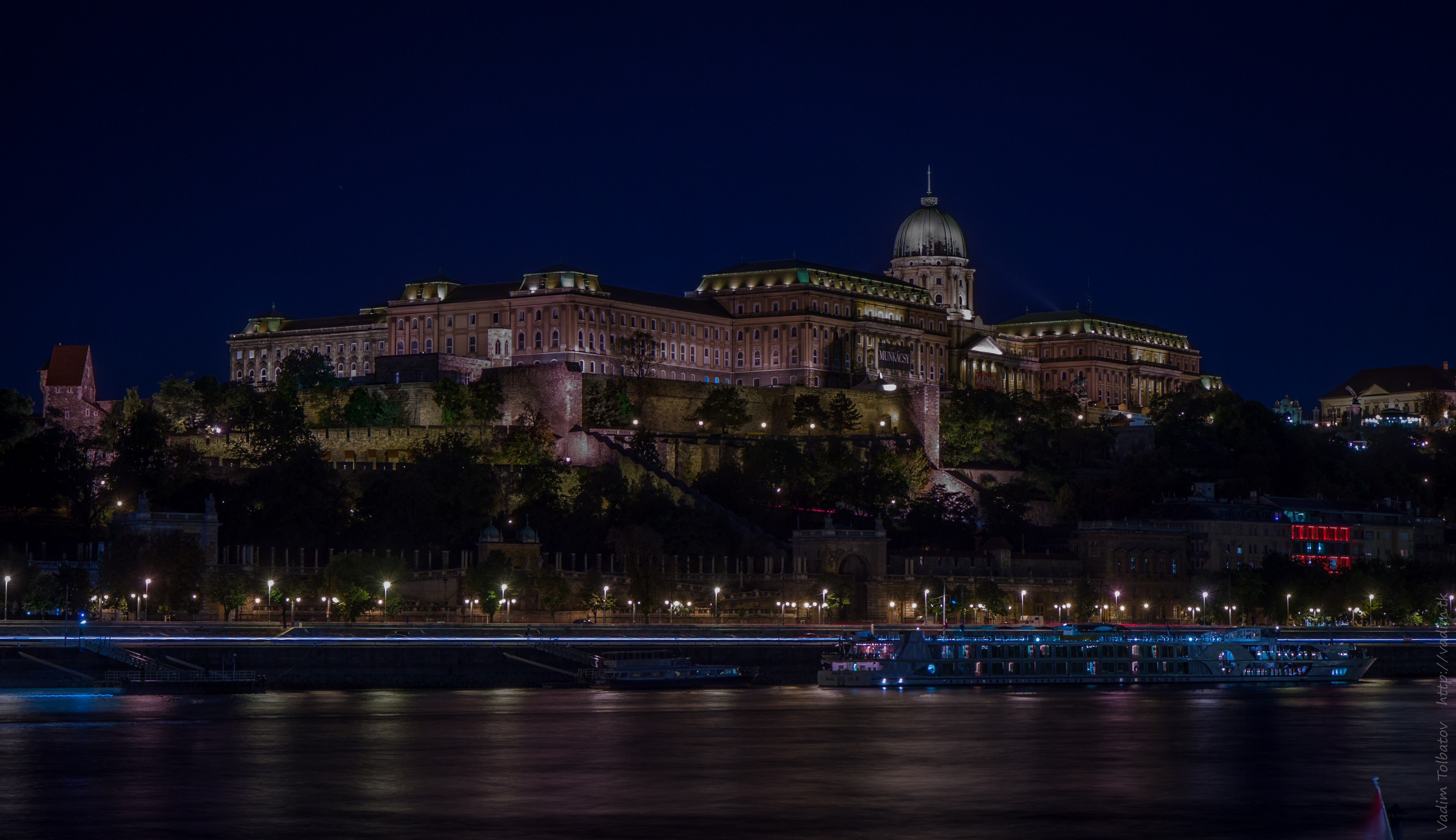
Ночной вид на Королевский дворец (Budavári Palota)
Принцесса. Памятник на набережной Пешта
Памятник Шекспиру на набережной Пешта
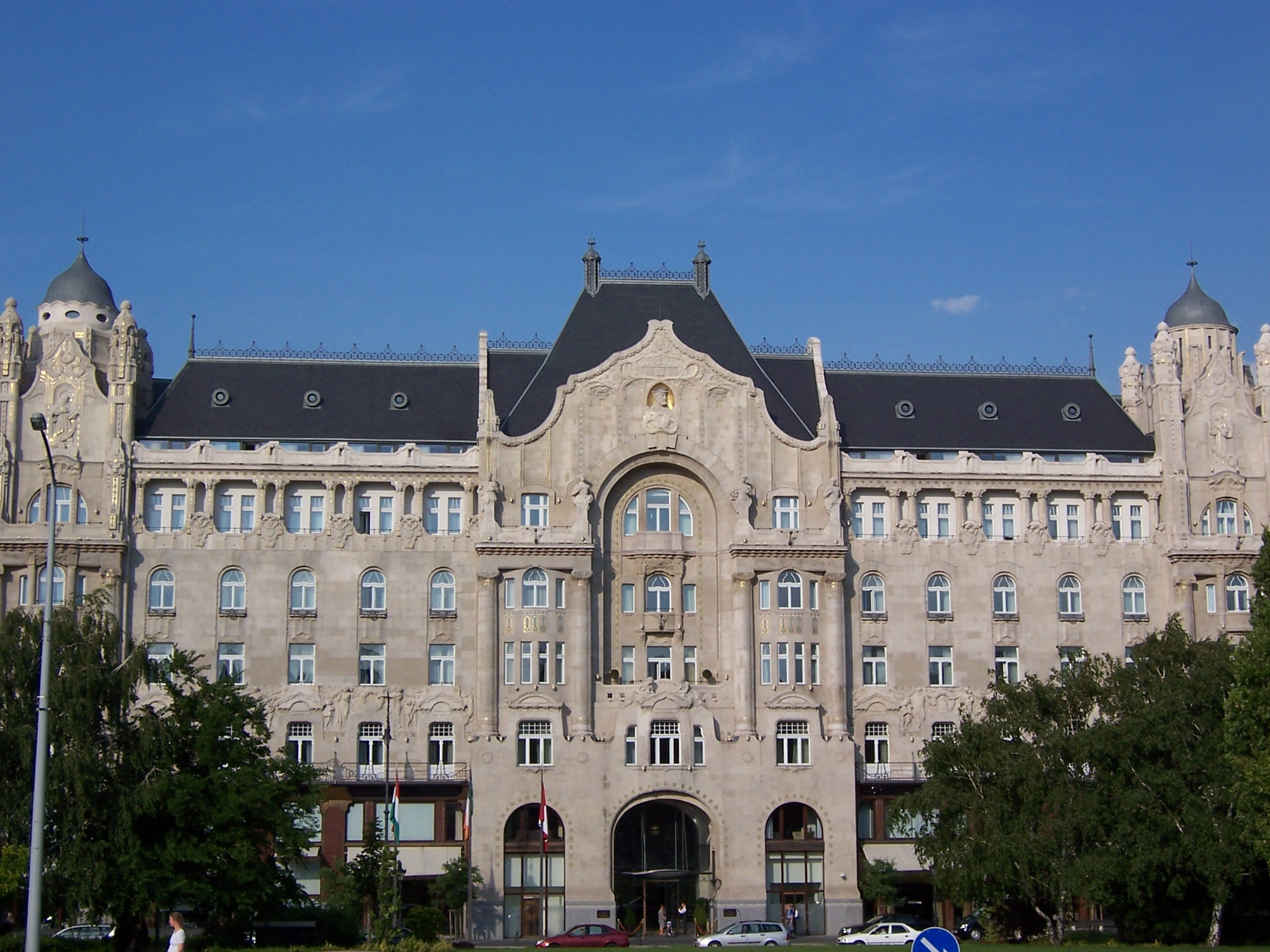
Дворец Грешем (ныне гостиница сети «Four Seasons»)

### Гора Геллерт
Гора названа в честь Св. Герарда Венгерского, крестившего венгров.
Стоит обратить внимание на следующие достопримечательности:
- Отель «Геллерт» и купальни «Геллерт»
- памятник Геллерту
- часовню в пещере
- Цитадель
- памятник Свободы (изначально памятник был посвящён освобождению Будапешта Советской армией, но начале 90-х годов XX века фигура воина-освободителя была удалена из композиции)

Гостиница «Геллерт»
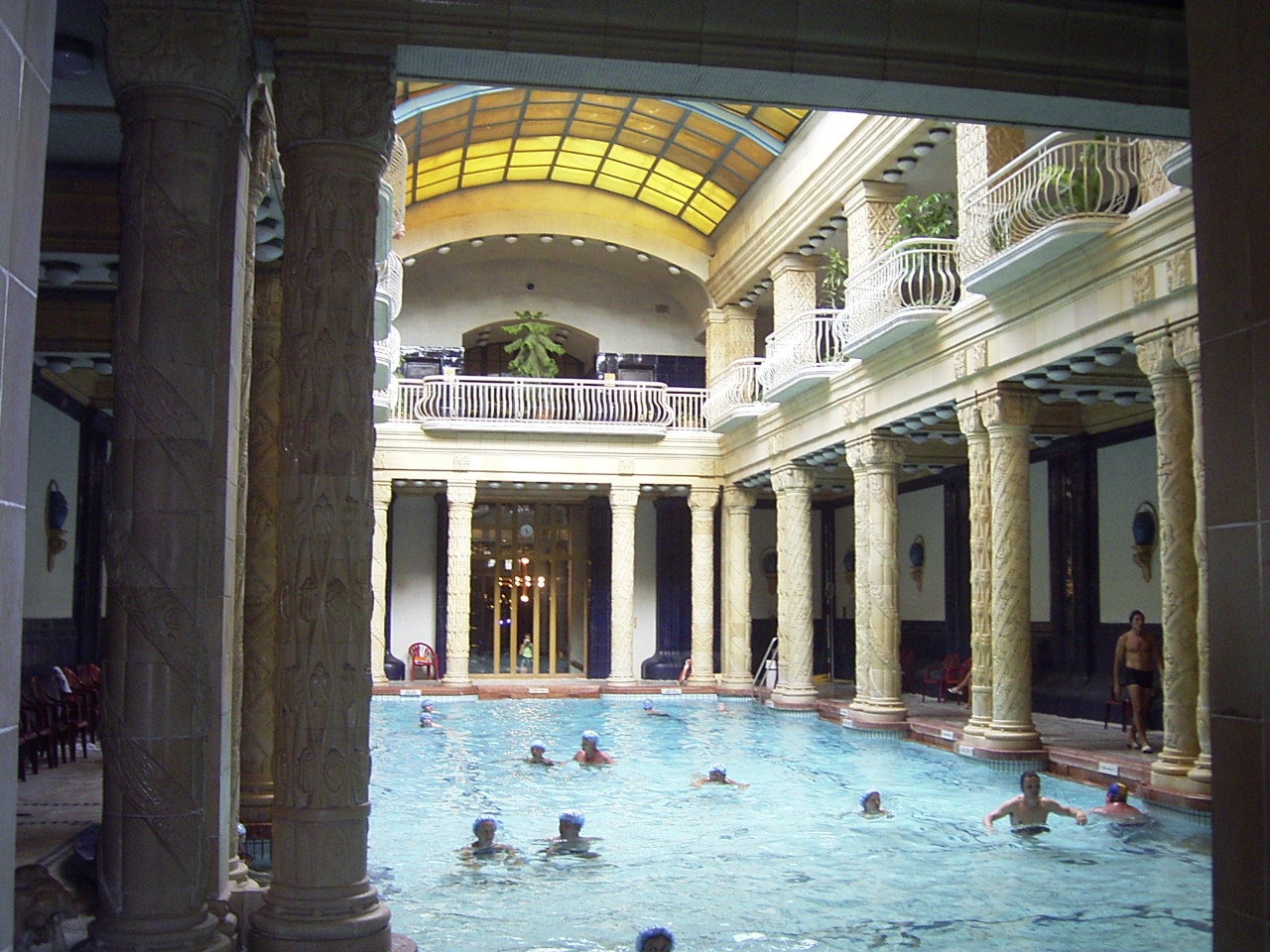
Купальни «Геллерт»
Памятник Свободы на горе Геллерт
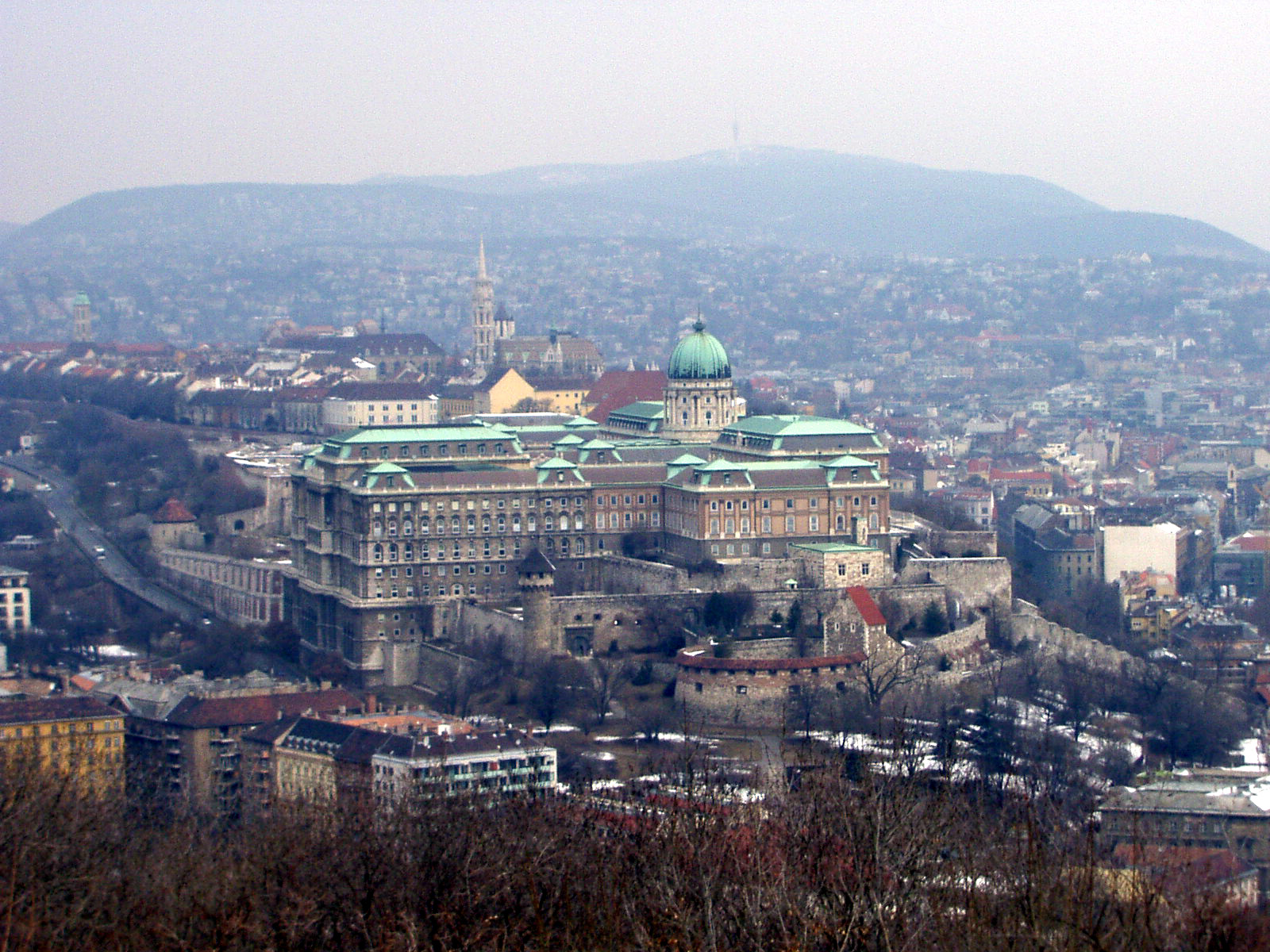
Вид с горы Геллерт на королевский дворец

### Центральный рынок и мост Свободы
Центральный рынок (Nagycsarnok) находится в IX районе и является крупнейшим рынком города. На рынке можно найти большой выбор овощей, фруктов, сыра и мяса. Крыша была отреставрирована и выложена черепицей Жолнаи.
Мост Свободы ведёт из Пешта к подножью горы Геллерт в Буде — от площади Сент-Геллерт к зданию центрального рынка. Мост был построен в 1896 г. по проекту Я. Фекетехази. Мост был открыт в присутствии императора Австро-Венгрии Франца-Иосифа и назван его именем. Длина моста — 333,6 м.

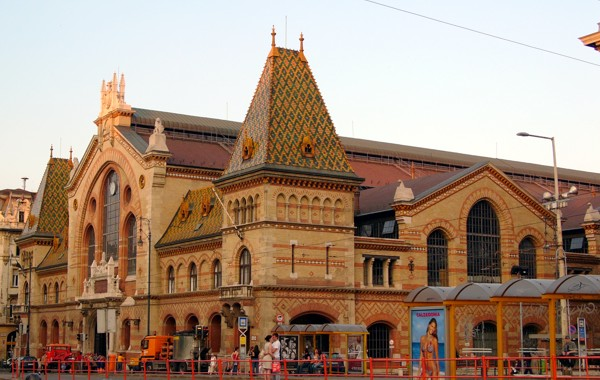
Центральный рынок
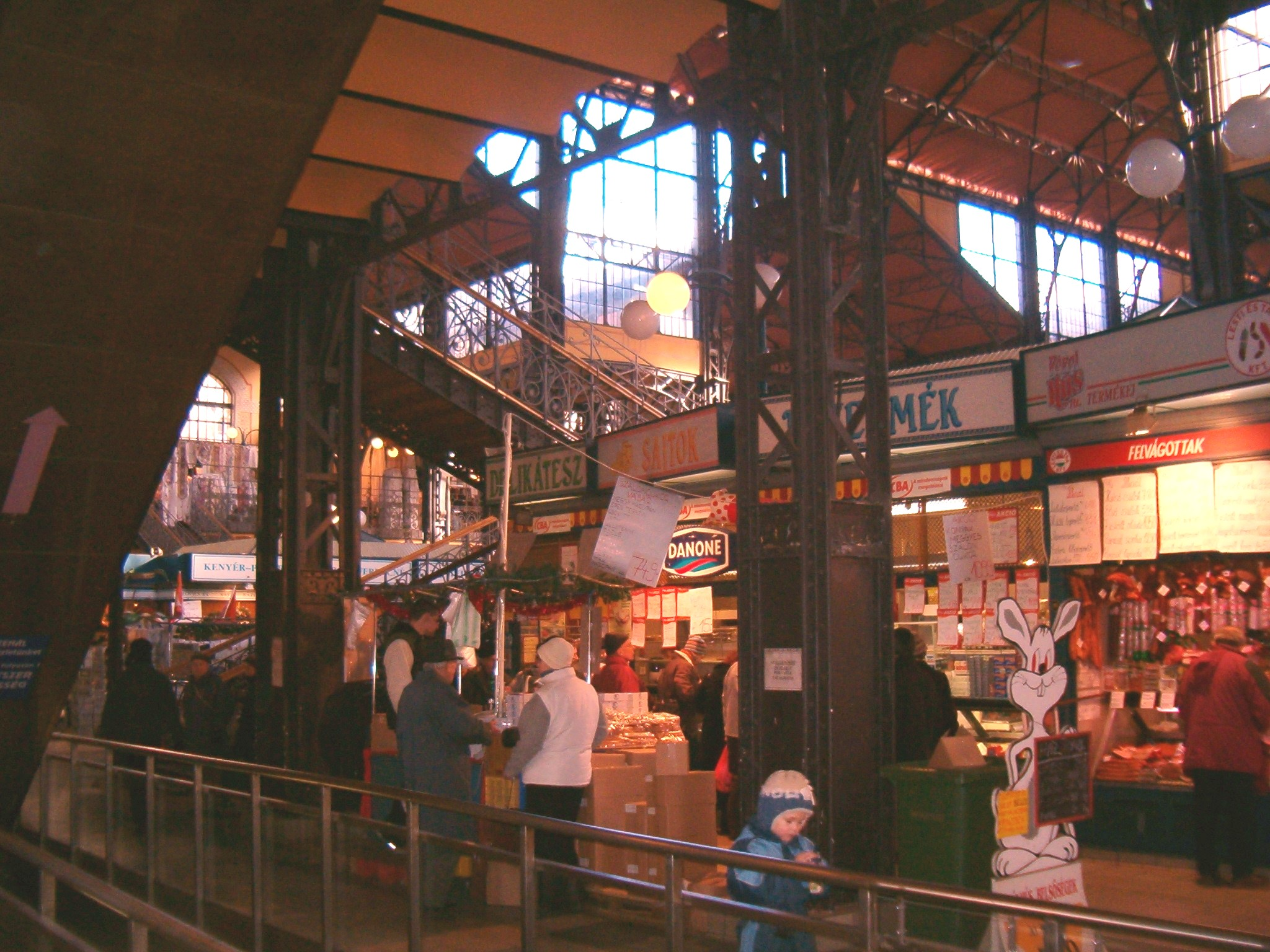
Интерьер Центрального рынка
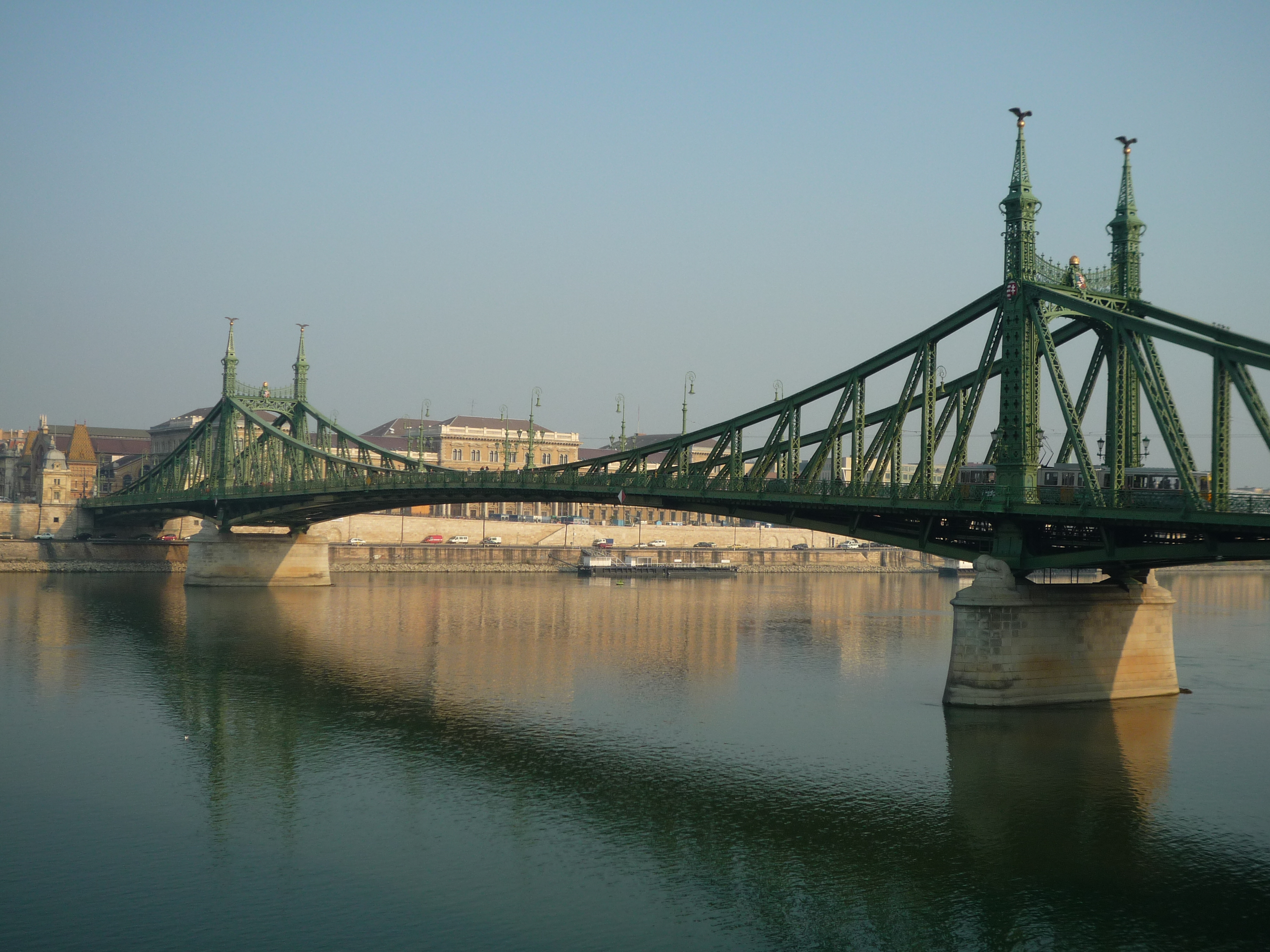
Мост Свободы
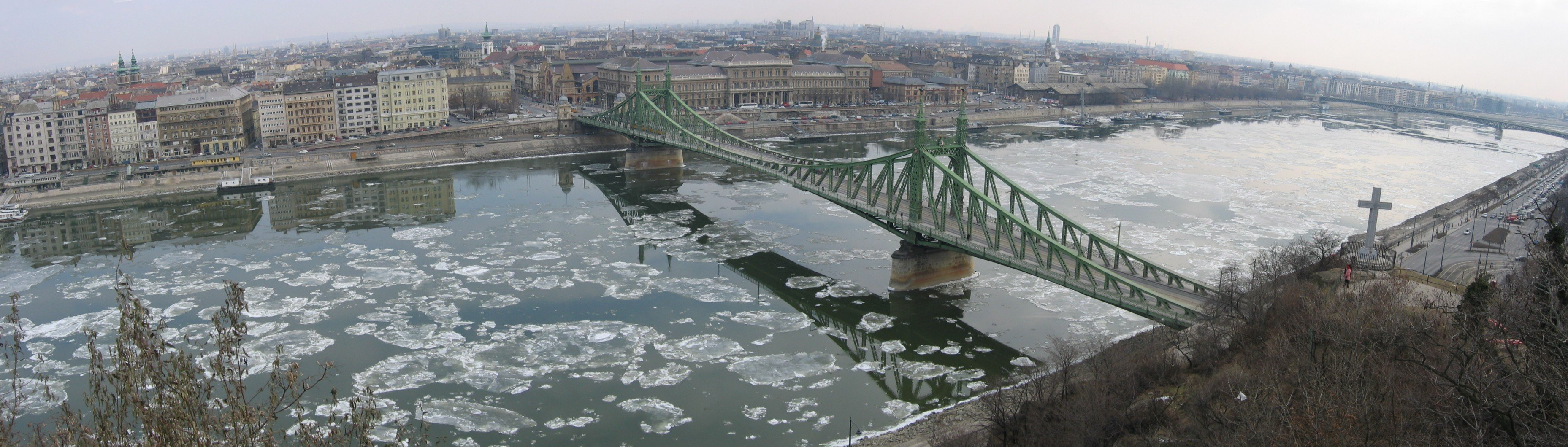
Мост Свободы. Вид зимой

### Площадь Героев
Площадь Героев является одной из главных площадей города. Она находится в конце проспекта Андраши, рядом с Городским парком. Площадь обрамляют два здания: Музей изобразительных искусств — слева и выставочный зал Мючарнок — справа.
На площади находится посольство Сербии (прежде — посольство Югославии, где в 1956 году укрывался руководитель восстания Имре Надь).
Центральную часть площади занимает Мемориал 1000-летия обретения родины со статуями руководителей Венгрии начиная с IX века и др. значительных деятелей венгерской истории. Монумент был заложен в 1896 году и завершён в 1929 году. Длина колоннад — 85 м. Высота центральной колонны, увенчанной изображением архангела Гавриила, составляет 36 м. В центре расположена скульптура предводителя венгерских племён Арпада (работа скульптора Дьёрдя Залы). 16 июня 1989 года на площади собрались 250 000 человек для перезахоронения останков Имре Надя (казнённого в июне 1958 года).

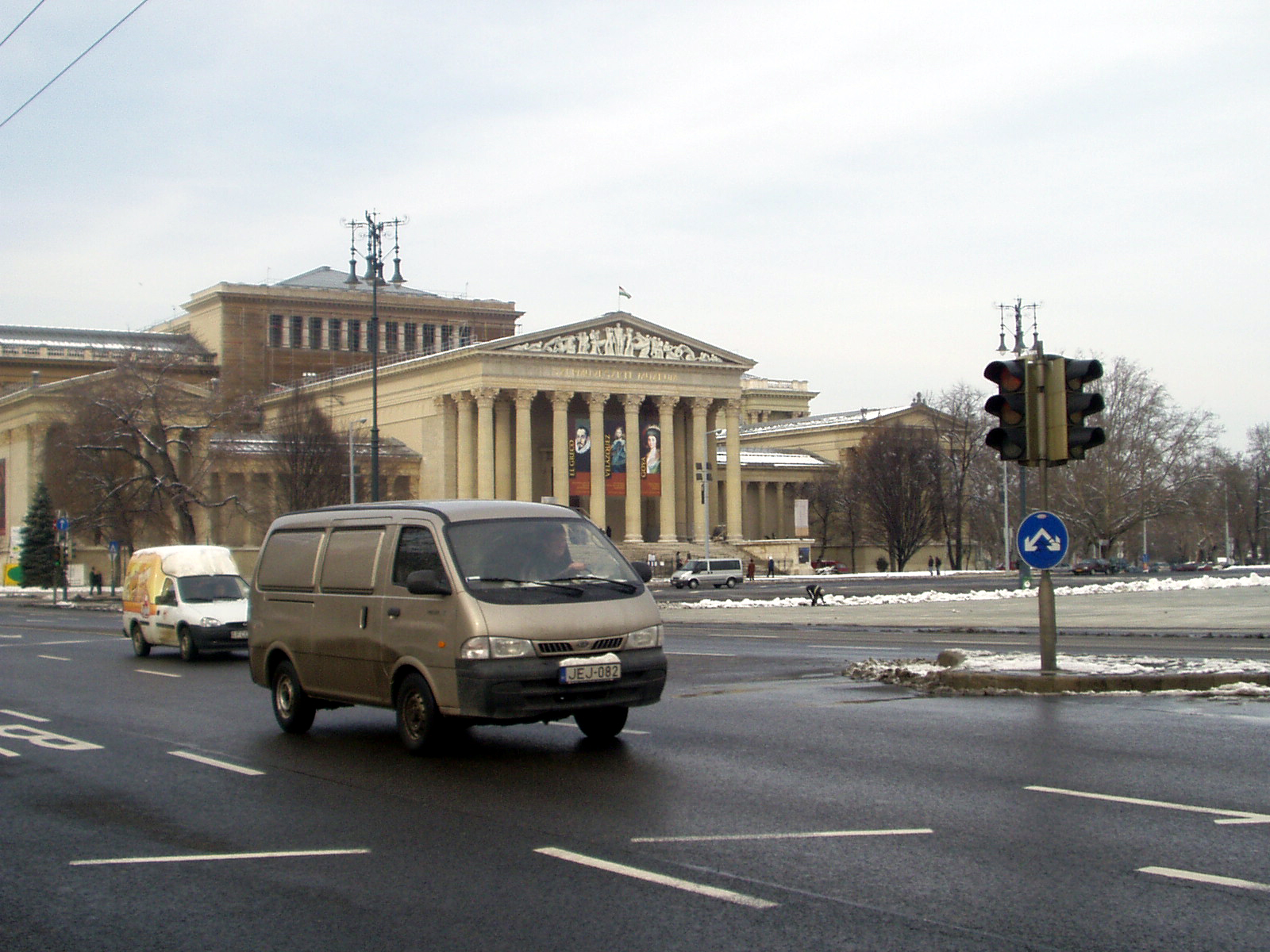
Площадь Героев
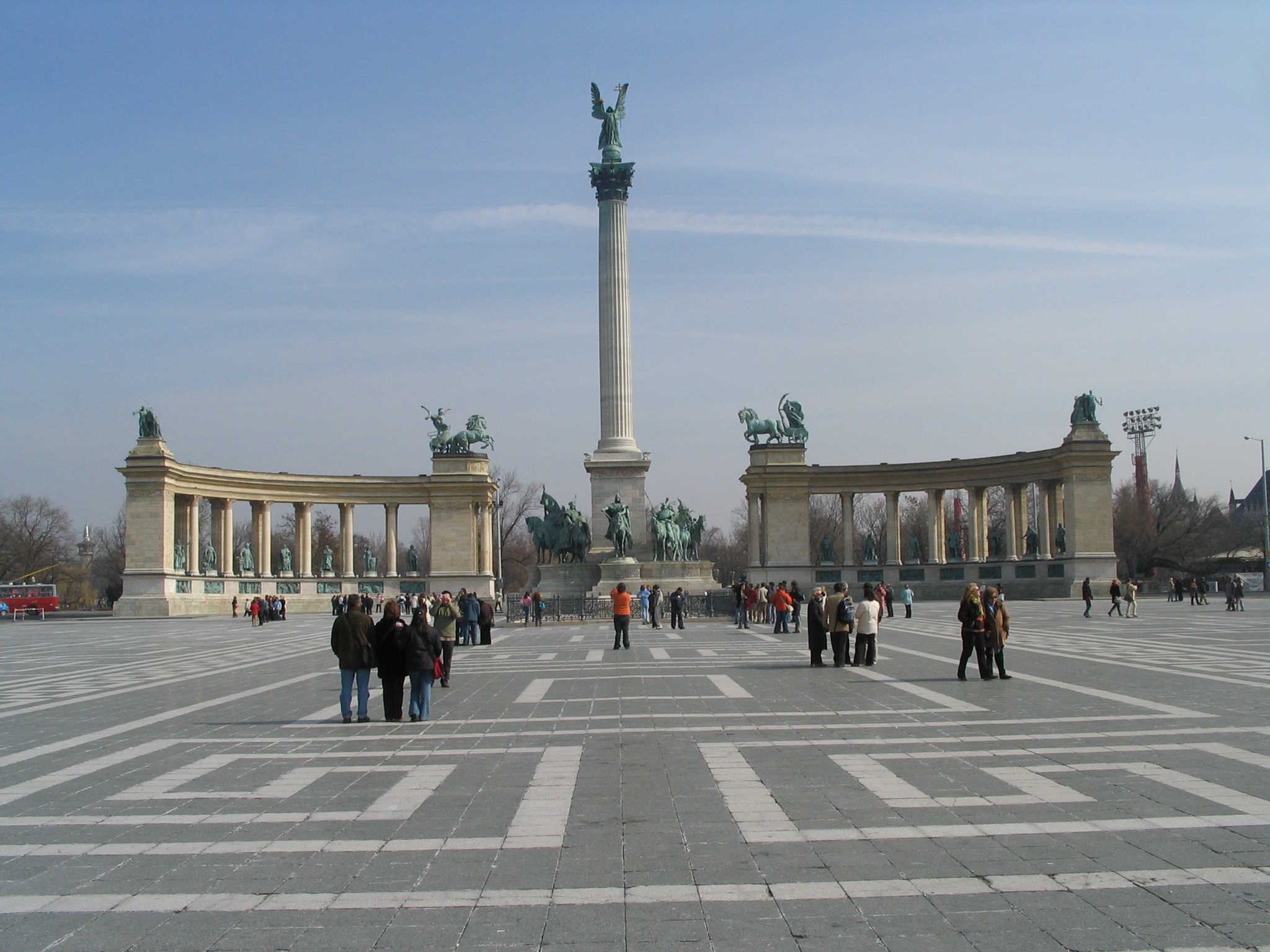
Площадь Героев. Монумент 1000-летия Обретения родины
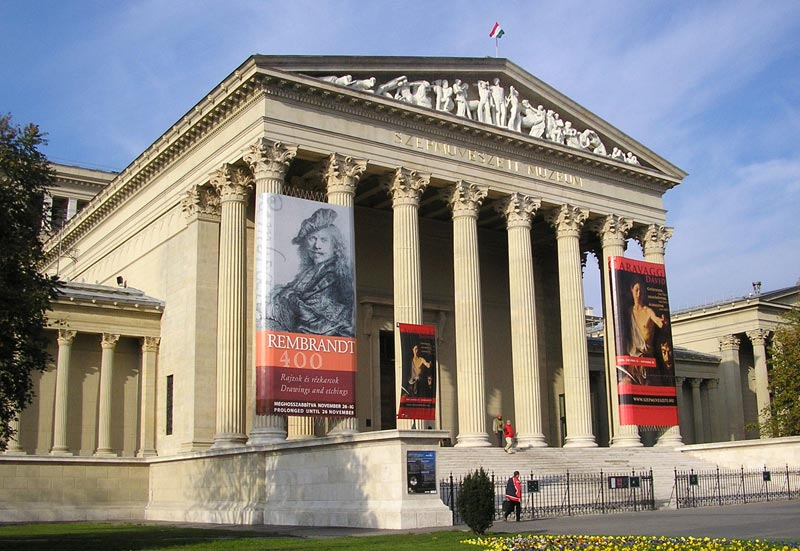
Музей изобразительных искусств
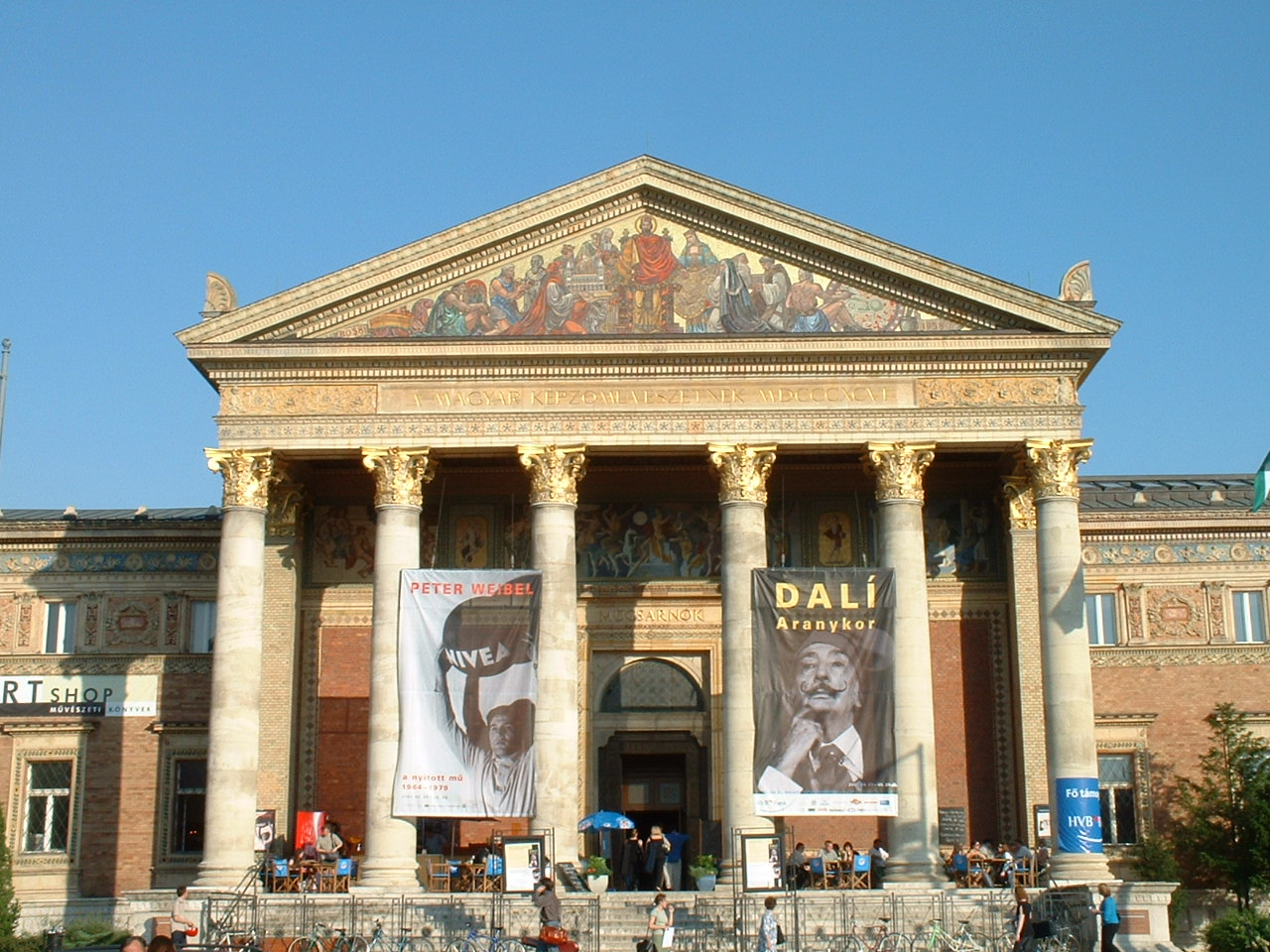
Выставочный зал Мючарнок

### Большая синагога на улице Дохань и Музей Холокоста
Большая синагога на улице Дохань является крупнейшей в Европе и второй в мире. Она вмещает до 3000 молящихся. Длина здания — 75 м, ширина — 27 м. Синагога была построена в 1854—1859 гг. в неомавританском стиле по проекту архитектора Людвига Фёрстера. Интерьер был выполнен по проекту Фридьеша Фесля. Площадь перед синагогой носит имя Теодора Герцля, который родился в доме, на месте которого теперь находится Еврейский музей Будапешта.
Мемориальный парк Рауля Валленберга во дворе синагоги посвящён памяти 600 тыс. венгерских евреев, погибших во время Холокоста. В центре мемориала установлено металлическое дерево (плакучая ива), на листьях которого выбиты имена погибших.

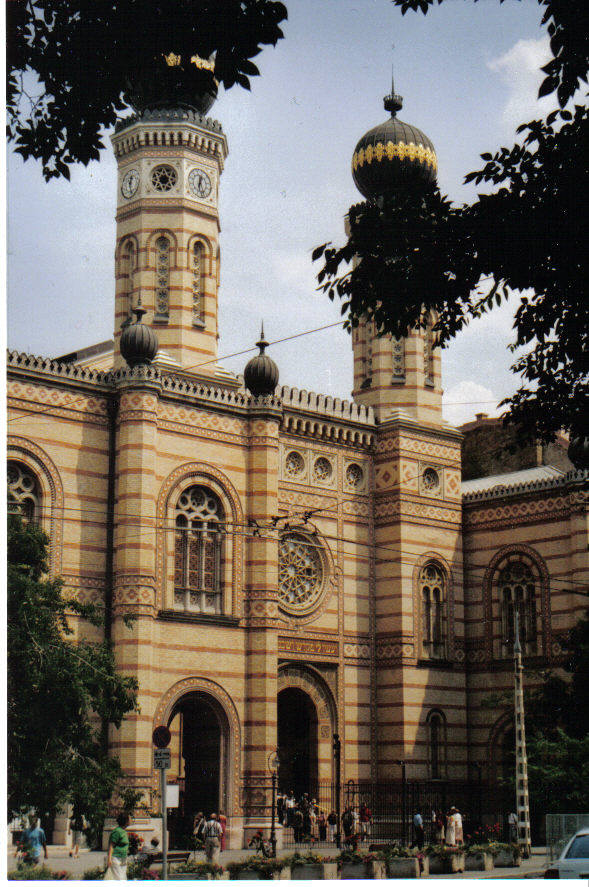
Большая синагога на ул. Дохань
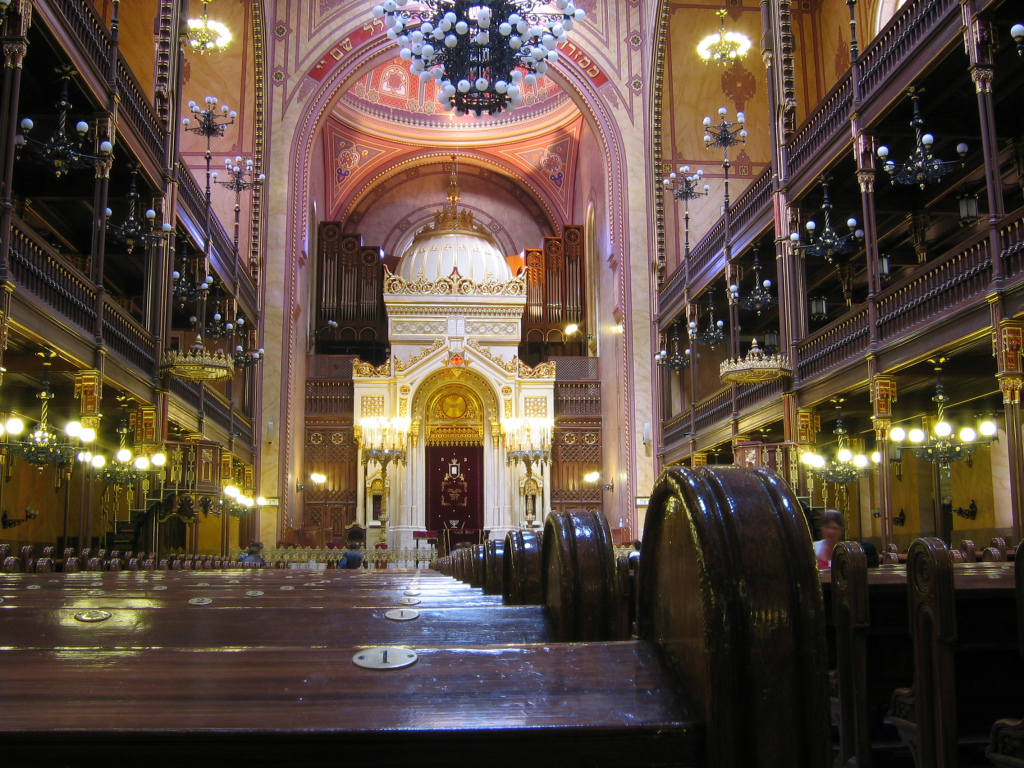
Интерьер Большой синагоги
Металлическое дерево в мемориале Валленберга
Листья металлического дерева с именами жертв Холокоста

### Здание парламента
Через семь лет после объединения Буды, Пешта и Обуды, в 1880 г. Государственное собрание приняло решение построить здание парламента, чтобы подчеркнуть суверенное право венгерской нации. Был объявлен конкурс, который выиграл архитектор Имре Штейндль, но были реализованы и некоторые идеи двух других участников конкурса — в здании Этнографического музея и в здании Министерства сельского хозяйства. В 1885 г. началось строительство, первое заседание Государственного собрания прошло в здании в 1896 г., во время празднования 1000-летия Обретения родины. Строительство парламента было завершено лишь в 1906 г., к моменту завершения строительства архитектор проекта ослеп. На строительстве работали тысячи людей, было использовано 40 млн кирпичей и 40 кг золота.
Подобно зданию британского парламента, стиль здания — неоготический. Здание занимает площадь 18 000 м². Длина здания — 268 м, ширина — 123 м. Его интерьер включает 10 внутренних дворов, 13 лифтов, 27 ворот, 29 лестниц и 691 комнату. Высота здания составляет 96 м, оно является одним из самых высоких исторических зданий в городе. Главный фасад обращён к Дунаю. На фасаде размещены скульптуры венгерских королей и вождей (всего 88). Главный вход («Львиные ворота») выходит на площадь Лайоша Кошута.

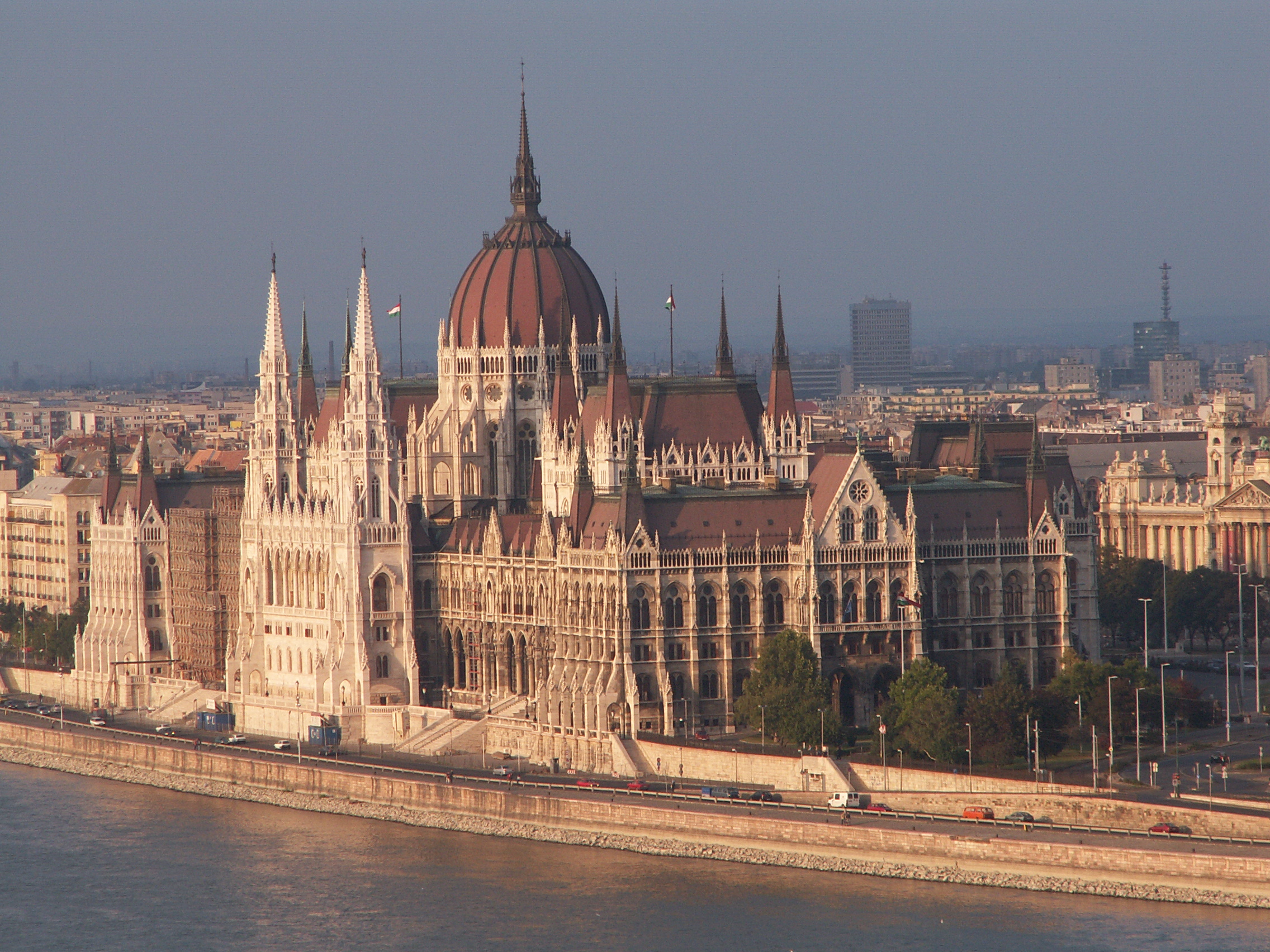
Здание парламента
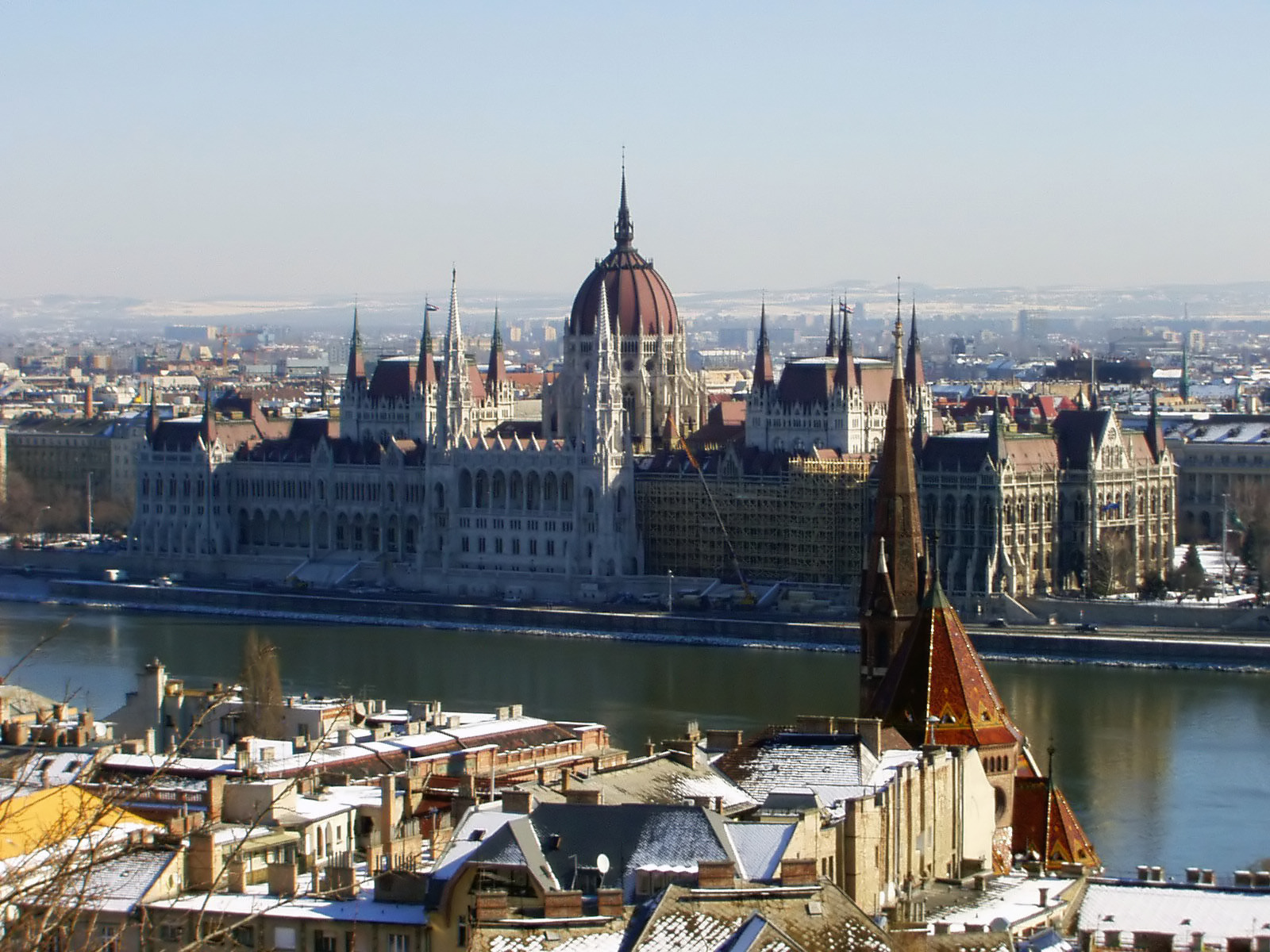
Вид на парламент с Будайской крепости
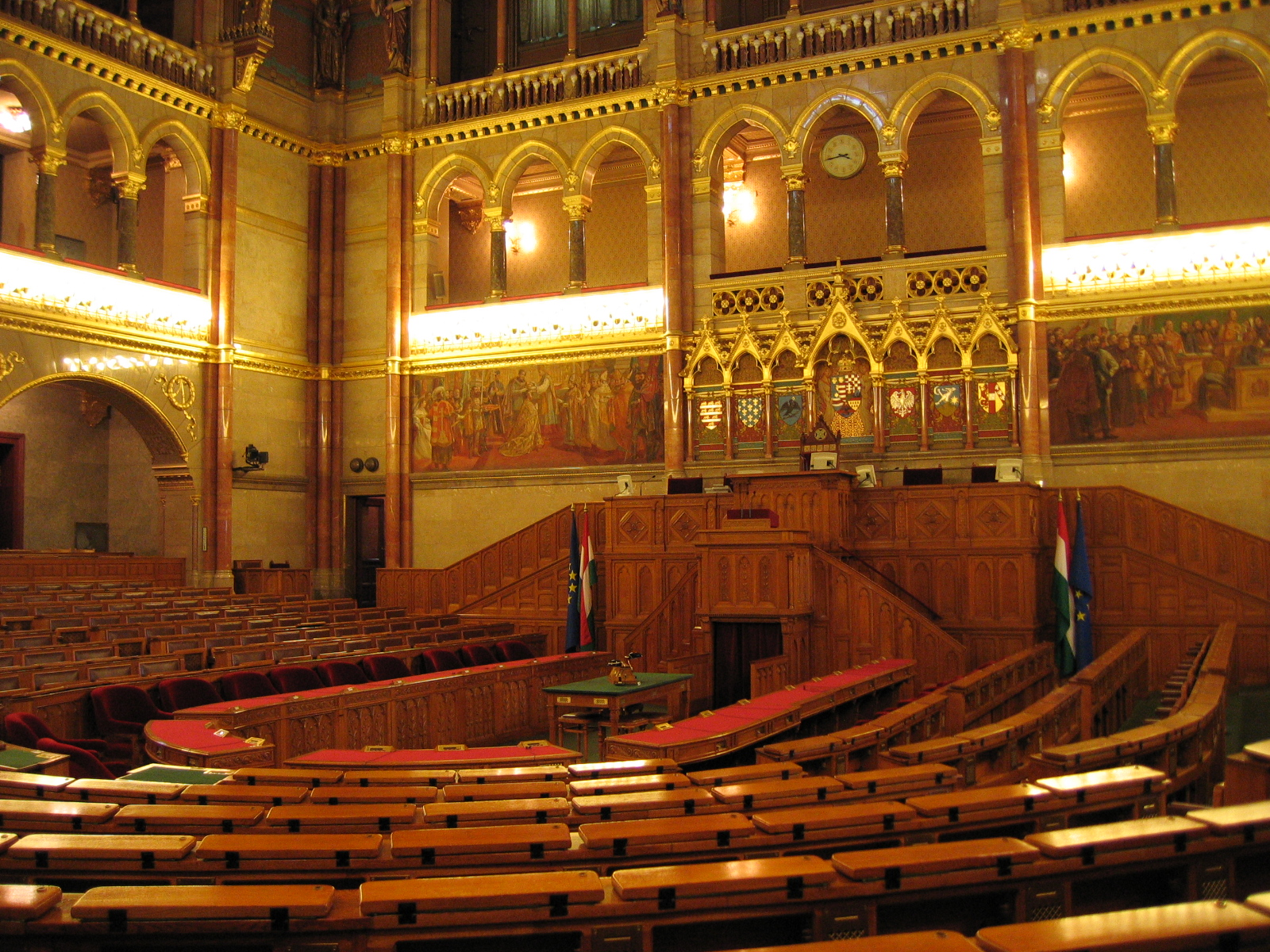
Зал заседаний в здании парламента

### Базилика Святого Иштвана
Базилика Святого Иштвана (венг. Szent István-bazilika) названа в честь первого короля Венгрии Иштвана. Строительство собора началось в 1851 году под руководством архитектора Йожефа Хильда. После его смерти возведением собора руководил Миклош Ибль. Строительство было завершено в 1905 году. Общая площадь собора составляет 4730 м², диаметр купола — 22 м, а высота — 96 м. Наряду со зданием парламента, базилика является самым высоким историческим зданием города.
В базилике расположена часовня с мощами (десницей) св. Иштвана и витражами с венгерскими святыми.

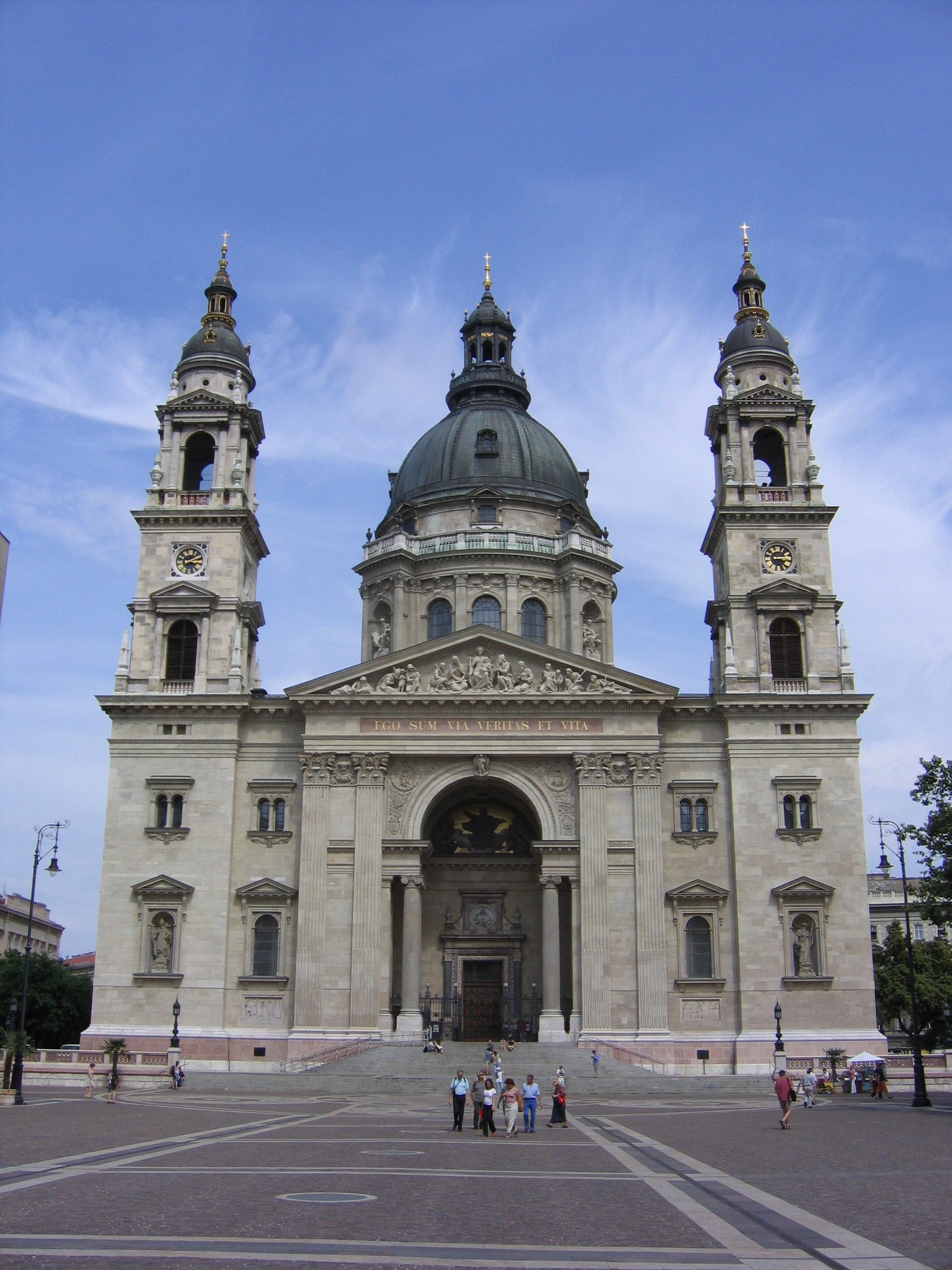
Базилика Св. Иштвана
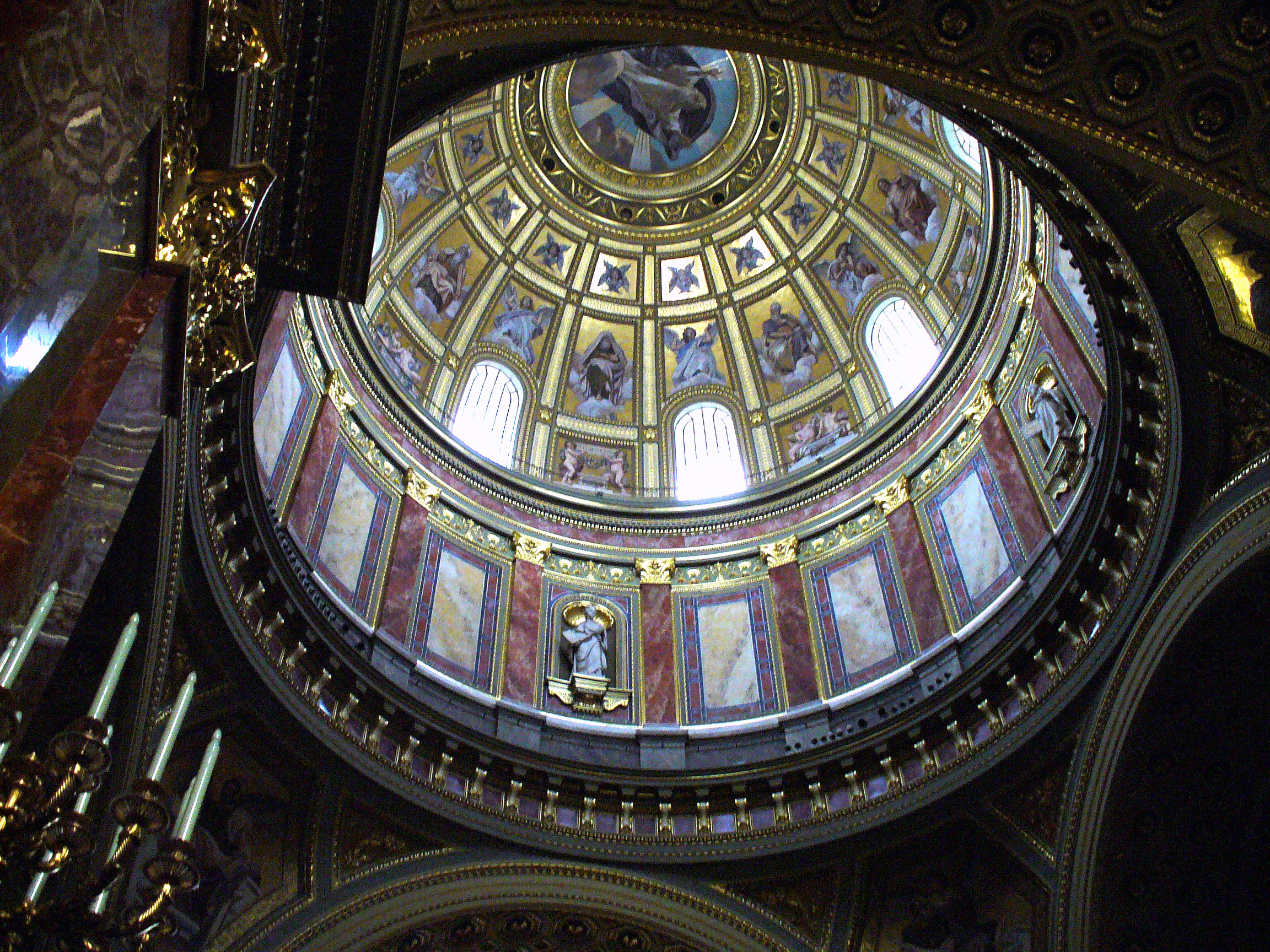
Купол базилики Св. Иштвана
Ковчег с мощами (десницей) св. Иштвана
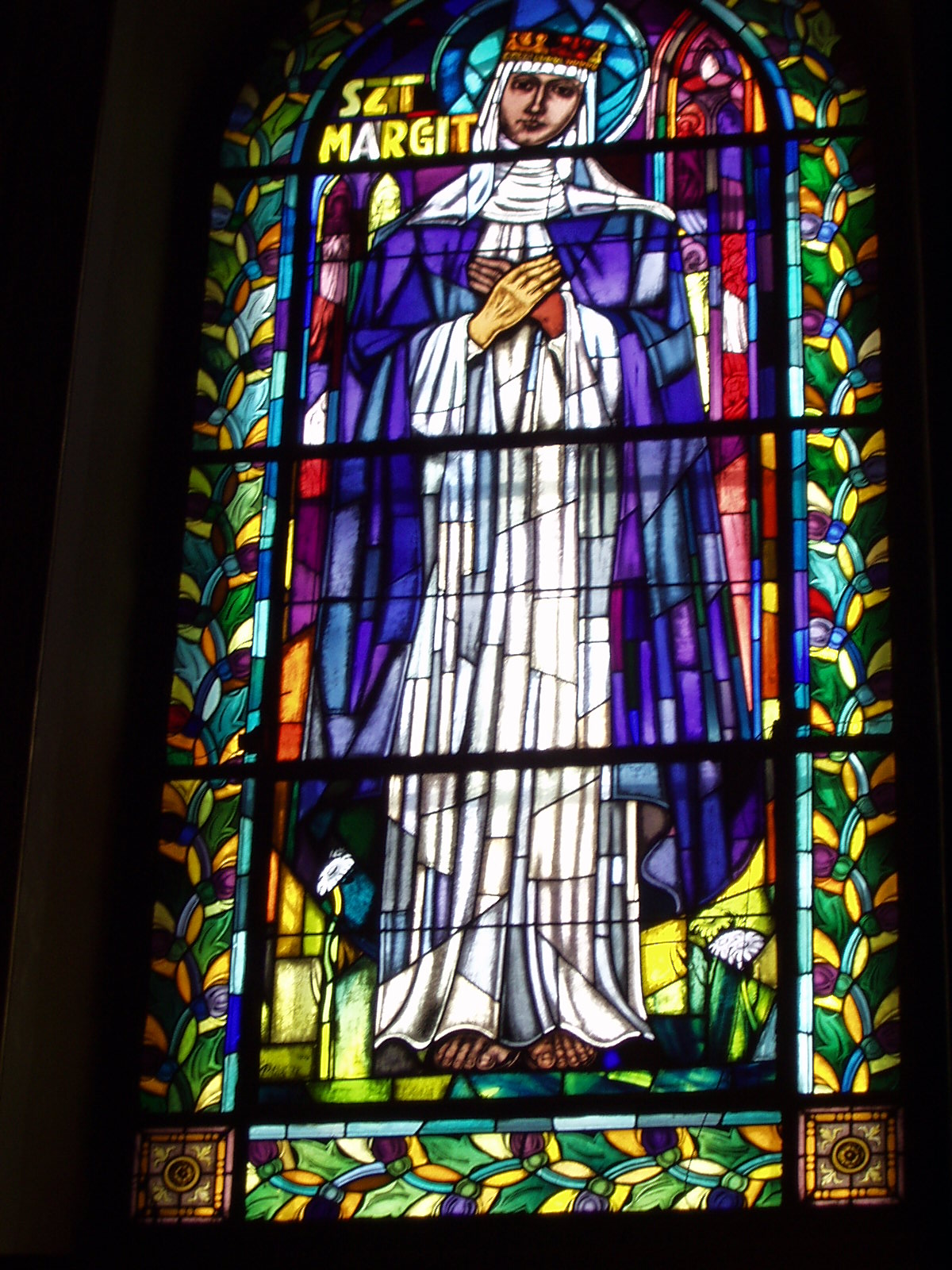
Витраж с изображением св. Маргит
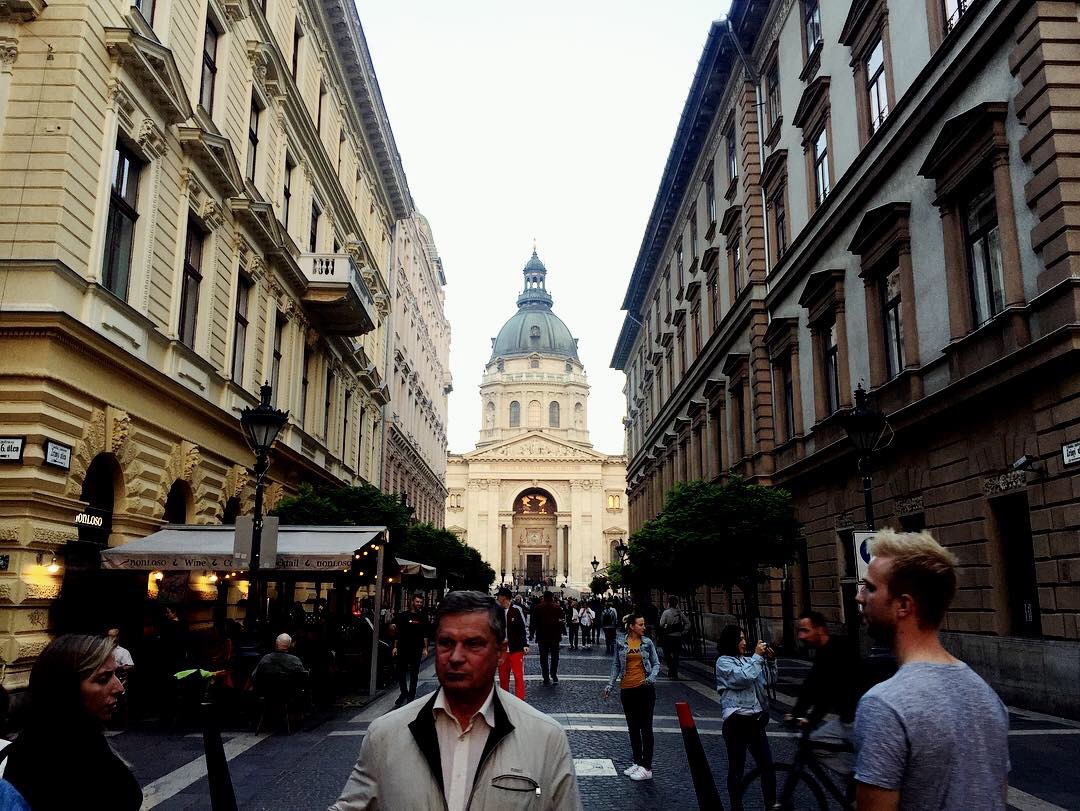
Вид на базилику Святого Иштвана с улицы Зриньи

### Площадь Свободы
Недалеко от набережной Дуная и здания парламента находится площадь Свободы (венг. Szabadság tér). На площади расположены здания Венгерской радиотелевизионной компании, посольство США и Национальный банк. В центре площади находится монумент воинам Советской армии, павшим во время освобождения Будапешта от фашизма.

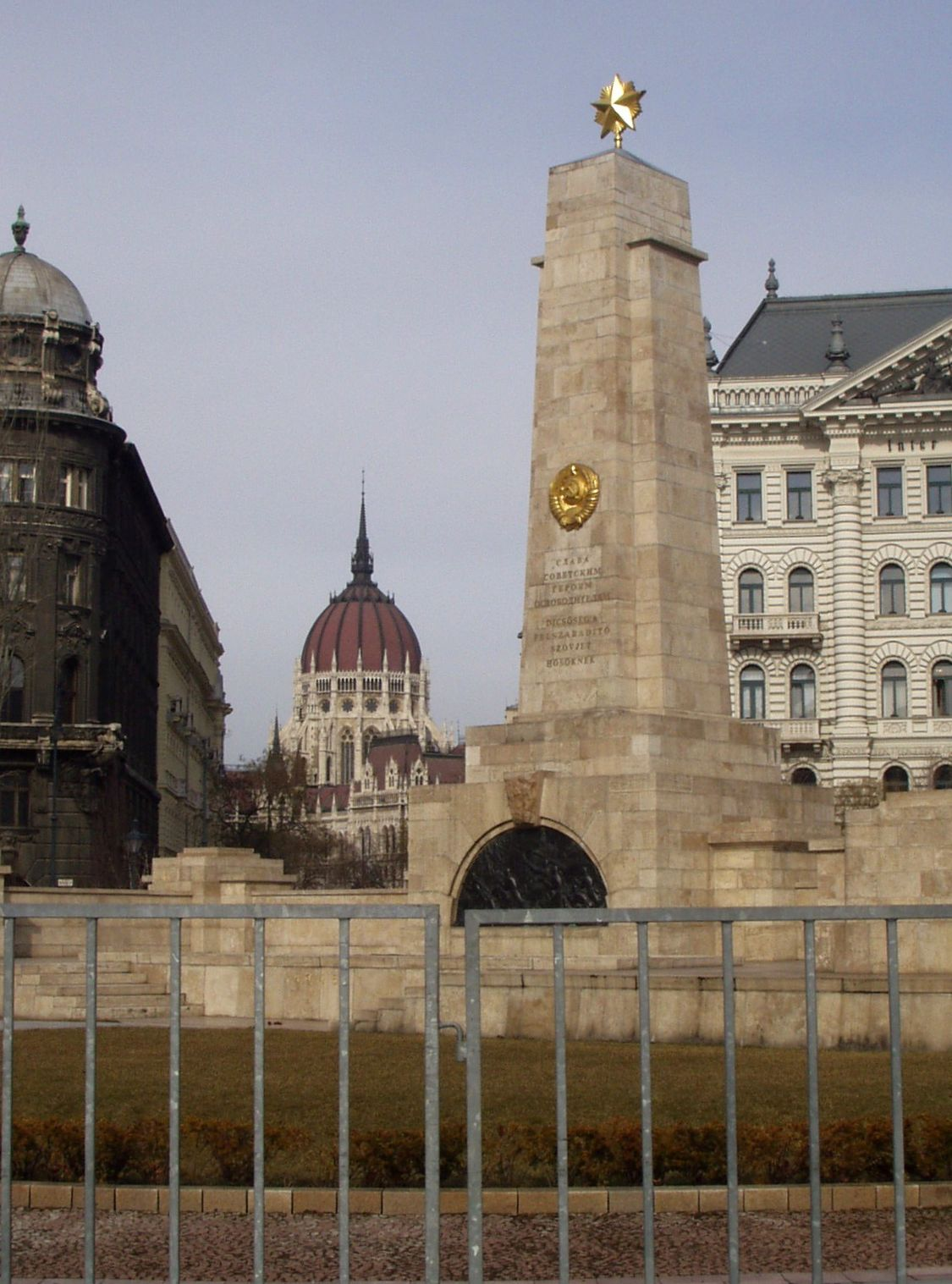
Памятник воинам Советской армии в Будапеште на площади Свободы
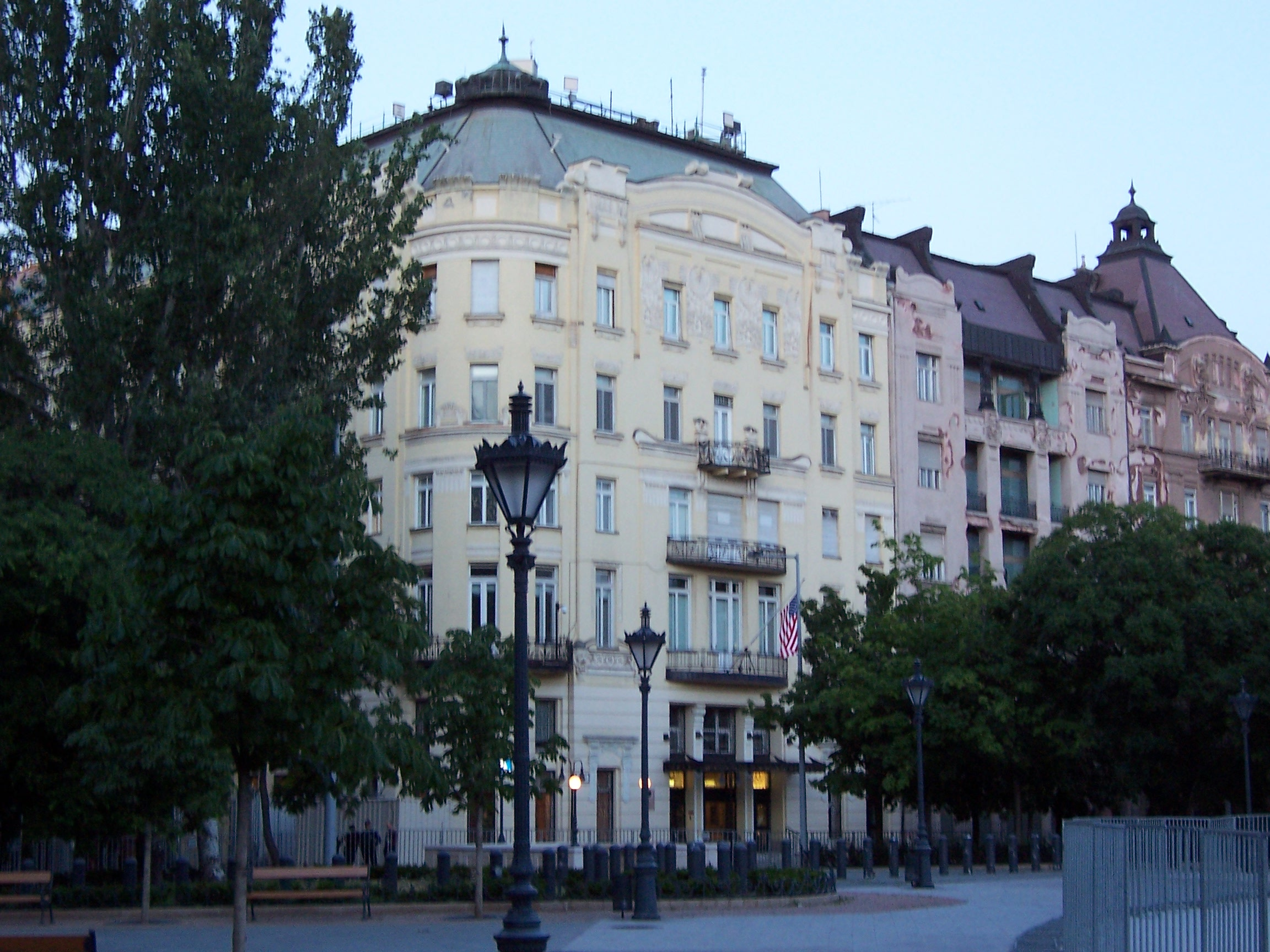
Посольство США

### Улица Ваци

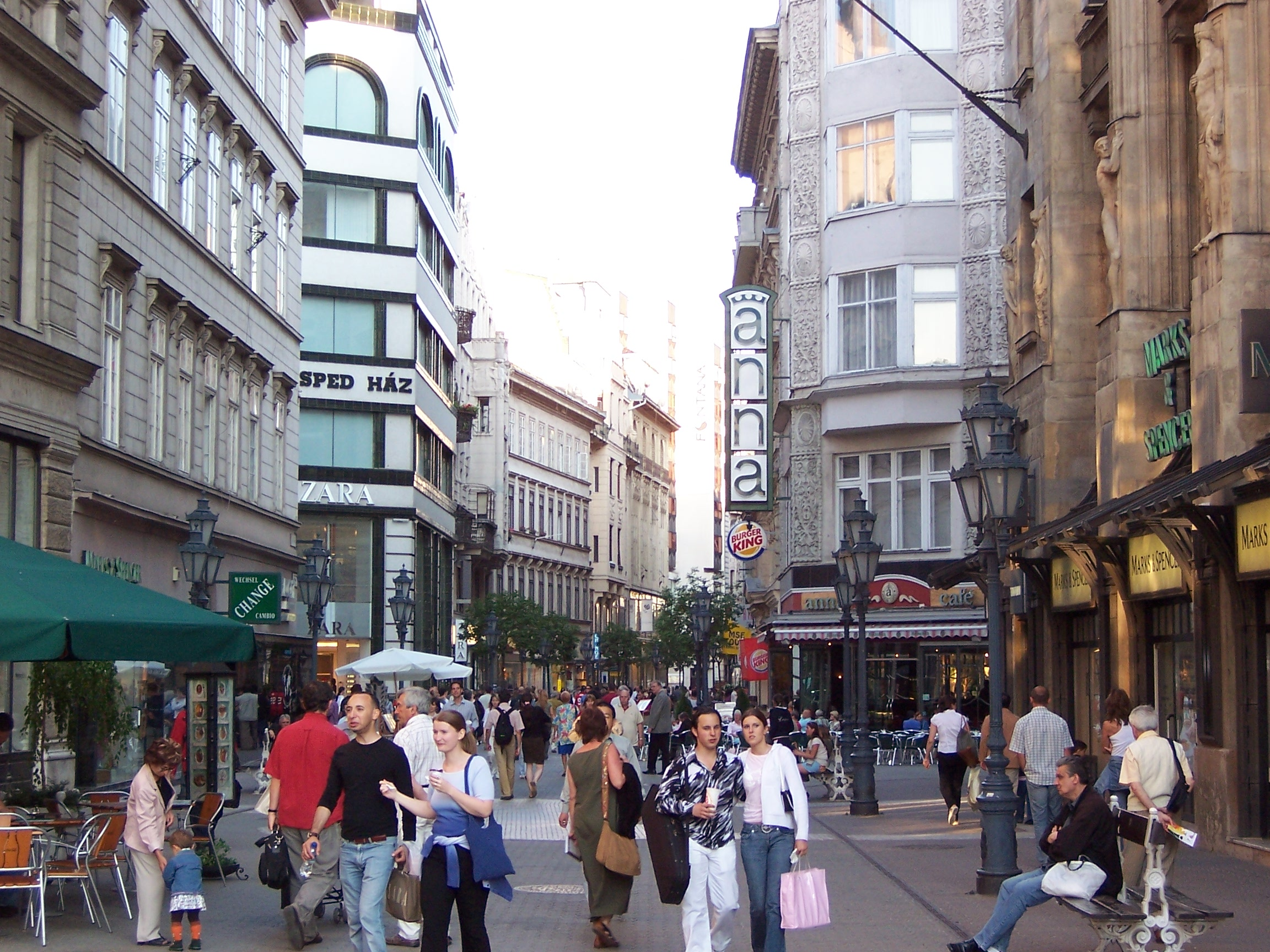
Улица Ваци

Улица Ваци (венг. Váci utca) является сердцем города. Улица начинается у пл. Вёрёшмарти и заканчивается у площади Фёвам (около центрального рынка). На улице расположено множество магазинов и ресторанов. На многих фасадах зданий имеются чугунные украшения и мозаика.

## Музеи Будапешта
- Венгерский национальный музей
- Венгерская национальная галерея
- Музей изобразительных искусств
- Музей истории Будапешта
- Музей прикладного искусства
- Этнографический музей
- Музей Людвига — лучший из восточноевропейских филиалов кёльнского Музея Людвига
- Музей Кишцелли
- Музей истории медицины Земмельвейса
- Почтовый музей
- Дом террора (Музей террора)

## Будапешт — курортный город
Будапешт является единственной столицей европейского государства — курортом благодаря многочисленным горячим минеральным источникам.
Остатки римских купален II века были найдены в черте города. Однако, культура купален начала по-настоящему развиваться лишь во время турецкого нашествия в XVI—XVII веках (1541—1686 гг.).
В Будапеште действуют 26 купален. Самые крупные — «Сеченьи», «Геллерт», «Кирай» и «Рудаш».

## Города-побратимы
- Анкара, Турция (24 февраля 2015)[22]
- Бангкок, Таиланд (20 февраля 1997)
- Берлин, Германия (28 августа 1992)[22]
- Бухарест, Румыния
- Варшава, Польша
- Вена, Австрия (20 ноября 1990)[22]
- Вильнюс, Литва (29 июня 1991)[23][24]
- Дамаск, Сирия
- Дублин, Ирландия
- Загреб, Хорватия (25 июня 1994)[22]
- Кельце, Польша
- Киев, Украина (19 октября 1993)[25][26]
- Кошице, Словакия
- Краков, Польша (24 октября 2005)[27][28][…]
- Лечче, Италия
- Лиссабон, Португалия (28 сентября 1992)[22]
- Львов, Украина (18 октября 1993)[29][30]
- Мадрид, Испания
- Мондрагоне, Италия
- Насик, Индия
- Неаполь, Италия
- Нью-Йорк, США (16 марта 1992)[22]
- Одорхею-Секуеск, Румыния (24 ноября 2016)[22]
- Осака, Япония
- Пекин, Китай (25 июня 2012)[22]
- Сан-Вито-аль-Тальяменто, Италия
- Сан-Паулу, Бразилия
- Санкт-Петербург, Россия
- Сараево, Босния и Герцеговина (28 января 1995)[22]
- Суботица, Сербия
- Тбилиси, Грузия (2011)[31]
- Тегеран, Иран (4 мая 2015)[22]
- Тель-Авив, Израиль (23 ноября 1989)[22]
- Тыргу-Муреш, Румыния
- Тэджон, Республика Корея (20 апреля 1994)[32][33]
- Флоренция, Италия (19 мая 2008)[22][34]
- Форт-Уэрт, США (15 июня 1990)[22]
- Франкфурт-на-Майне, Германия (24 марта 1990)[22][35][…]
- Чунцин, Китай
- Шанхай, Китай (3 августа 2012)[22]